# Khanat de Djaghataï
Pour les articles homonymes, voir Djaghataï.
 (mai 2017).
Si vous disposez d'ouvrages ou d'articles de référence ou si vous connaissez des sites web de qualité traitant du thème abordé ici, merci de compléter l'article en donnant les références utiles à sa vérifiabilité et en les liant à la section « Notes et références ».
c. 1220 – 1334
Entités précédentes :
- Empire mongol

Entités suivantes :
- Khanat de Transoxiane
- Khanat de Mogholistan

Le khanat de Djaghataï, ou khanat de Tchaghataï, est, avec la Chine des Yuan, le domaine des Ilkhans de Perse et la Horde d'or des steppes russes, l'un des quatre khanats constituant l'Empire mongol aux XIIIe et XIVe siècles. 
Il tire son nom de son fondateur, Djaghataï, deuxième fils de Gengis Khan et recouvrait l'Asie centrale au sens large. Ses khans forment la dynastie des Djaghataïdes.

## Introduction: les débuts de l'Empire mongol

### Les fils de Gengis Khan
Du mariage de Gengis Khan avec son épouse principale Börte, sont nés quatre fils : 
- Djötchi (1182-1227), dont la paternité est problématique et dont sont issus les khans de la Horde d'or (ou khanat de Qiptchaq)
- Djaghataï (1184-1241), dont sont issus les Djaghataïdes du khanat de Djaghataï
- Ögedeï (1186-1241), khagan suprême
- Tolui (1190-1232), dont sont issus les empereurs de la dynastie Yuan en Chine et les Houlagides (ou Ilkhanides) en Perse

### Les Grands Khans après Gengis Khan
À Ögödei, deuxième Grand Khan des Mongols de 1227 à 1241, succède son fils Güyük, puis le khanat suprême passe à la maison de Tolui avec Möngke, Grand Khan de 1251 à 1259. 
Möngke meurt en 1259 durant le siège de Chongqing, dans le royaume Song du sud de la Chine. Il a laissé la régence à Karakorum à son frère Ariq Boqa, tandis que son autre frère, Kubilai, participe à la campagne contre les Song. La succession de Möngke est l'enjeu d'un conflit entre Ariq Boqa et Kubilai.

## Histoire du khanat de Djaghataï

### Formation du khanat et règne de Djaghataï (1220-1242)
Vers 1220, Djaghataï reçoit de Gengis Khan un oulous correspondant à l’ancien empire de Kara Khitaï. Les Mongols nomades qui s’installent alors dans la vallée du Tchou et du Talas trouvent des conditions qui leur permettent de conserver leur mode de vie ancestral. Ils refusent de s’établir dans les villes du Turkestan oriental ou occidental. Ils finissent cependant par s’assimiler à la population autochtone et à la fin du XIVe siècle, la langue turque du Turkestan oriental portera le nom de la dynastie, le tchaghataï.

### Les successeurs de Djaghataï

#### Kara Hülegü, Yissu Mangu et Orghana Qatun (1242-1261)
À la mort de Djaghataï en 1242, son petit-fils Kara Hülegü lui succède sous la tutelle de sa mère Ebuskune. Mais à son avènement en 1246, le grand khan Güyük désigne son ami personnel Yissu Mangu, fils puîné de Djaghataï, qui prend la place de son neveu comme khan de Djaghataï. 
Après la mort de Güyük en 1248, Yissu Mangu appuie la branche d’Ögödei contre Möngke : une fois devenu khagan (en 1251), celui-ci destitue Yissu Mangu, puis le fait exécuter (1252). Kara Hülegü retrouve le pouvoir, mais il meurt la même année. C’est sa veuve Orghana Qatun qui dirige le khanat jusqu’en 1261. 
En 1260, le khanat de Djaghataï reçoit la région de Kachgar et le territoire de l’ancien khanat ouïgour, Bechbalik, Tourfan et Koutcha, jusque-là domaines du grand khan.

#### Alghu (1261-1266)
En 1260, Ariq Boqa, maître de certains territoires mongols de l'empire, et son frère Kubilai Khan de battent pour la succession de Möngke au poste de Khagan de l'Empire mongol, dans ce que l'on appelle la Guerre civile toluid (1260 — 1264), dépossède Orghana Qatun et fait nommer khan le petit-fils de Djaghataï, Alghu. Il le charge de marcher avec son armée sur l’Amou-Daria pour empêcher que le khan mongol de Perse, Houlagou, ne vienne au secours de Kubilai. Alghu profite des hostilités entre les deux prétendants pour renforcer son indépendance. 
À la fin de l’année 1262, Ariq Boqa exigeant de plus en plus de tribut du khanat de Djaghataï pour financer la guerre contre son frère, Alghu se rebelle contre lui, fait exécuter ses collecteurs et se range aux côtés de Kubilai. Ariq Boqa est contraint de faire la guerre sur deux fronts. Alghu remporte quelques victoires contre son ancien allié, puis est obligé de céder du terrain et de se replier sur Samarkand (1262-1263). Ariq Boqa, emporté par la colère, se met à massacrer la population, si bien que ses troupes se rallient à Alghu, et qu’il est contraint de lui demander la paix. Le khan de la Horde d'or, Berké, qui s’est rangé du côté d’Ariq Boqa, entre en guerre avec Alghu (1262-1265). 
En 1263, Orghana Qatun se rend à la cour d’Ariq Boqa, à Almaligh, pour protester contre sa destitution et la nomination d’Alghu à la tête du khanat de Djaghataï. Ariq Boqa l’envoie comme messagère auprès d’Alghu, à Samarkand. Orghana plait à Alghu, qui l’épouse. L’économe d’Orghana, Mahmoud Yalawatch trouve alors le moyen de lever des tributs dans les grandes villes du Turkestan occidental. Alghu réussit à repousser l’attaque de Qaïdu, puis participe à la chute d’Ariq Boqa en 1264. Plus tard, il remporte de nouvelles victoires contre le khan de la Horde d'or, Berké. Il lui enlève Otrar et le Khârezm.
Le khanat djagathaïde devient de plus en plus indépendant vis-à-vis de Karakorum, d'autant plus qu'Ariq ayant été vaincu en 1264, à la fin de la guerre civile toluid, le pouvoir se trouve à Khanbalik (Pékin)[réf. nécessaire], capitale de Kubilai Khan. Les grandes villes du Turkestan occidental, comme Boukhara et Samarkand, ne payent désormais tribut qu’aux khans djagathaïdes.
La succession d'Alghu
À la mort d’Alghu en mars 1266, Orghana met sur le trône Mubarak Shah, fils qu’elle avait eu de Kara Hülegü. Kubilai Khan, offensé par le fait qu’il n’a pas été consulté, dépose Mubarak et investit Barak, arrière-petit-fils de Djaghataï (septembre 1266).

#### Barak (1266-1271)
Une fois installé, Barak, qui s’est emparé de l’armée de son prédécesseur, proclame l’indépendance du khanat de Djaghataï et met en fuite les troupes de Kubilai Khan. 
La guerre contre Qaïdu
Qaïdu, petit-fils d'Ögödei, qui règne sur un oulous situé aux environs du fleuve Imil et des montagnes Tarbagataï, se tourne vers la maison de Djaghataï. De 1267 à 1269, avec l’aide du khan de la Horde d'Or, Mangu Timur, il vainc Barak et le chasse de l’Ili et de la région de Kachgar. En 1269, il fait des ouvertures de paix à Barak. Ce dernier reçoit la Transoxiane et doit reconnaître la suzeraineté de Qaïdu, qui fonde son empire dans la vallée de l’Ili et au Turkestan oriental. Qaïdu envoie Barak combattre Abaqa, ilkhan de Perse. 
La guerre contre Abaqa
Au début de l’année 1270, après avoir soumis les villes de Transoxiane, Barak entreprend sa campagne en Perse et en Afghanistan. En mai, il incendie Nichapur et rançonne Herat, mais il est battu et mis en déroute par Abaqa près de Herat (juillet). Blessé lors d’une chute de cheval, il demande secours à Qaïdu. Il meurt dans des circonstances mystérieuses avant que ce dernier n’ait pu intervenir en août 1271. 
Succession de Barak
Sa mort provoque une grande confusion. Ses quatre fils et les fils d’Alghu se liguent contre Qaïdu pour recouvrer l’indépendance de la Transoxiane. Qaïdu attribue le pays à un autre prince djagathaïde, Nikpaï Oghoul, qui le trahit et se retourne contre lui. Qaïdu le vainc, le fait exécuter et met Togatemur sur le trône de Transoxiane (1272). 

#### Douwa (1274-1306)

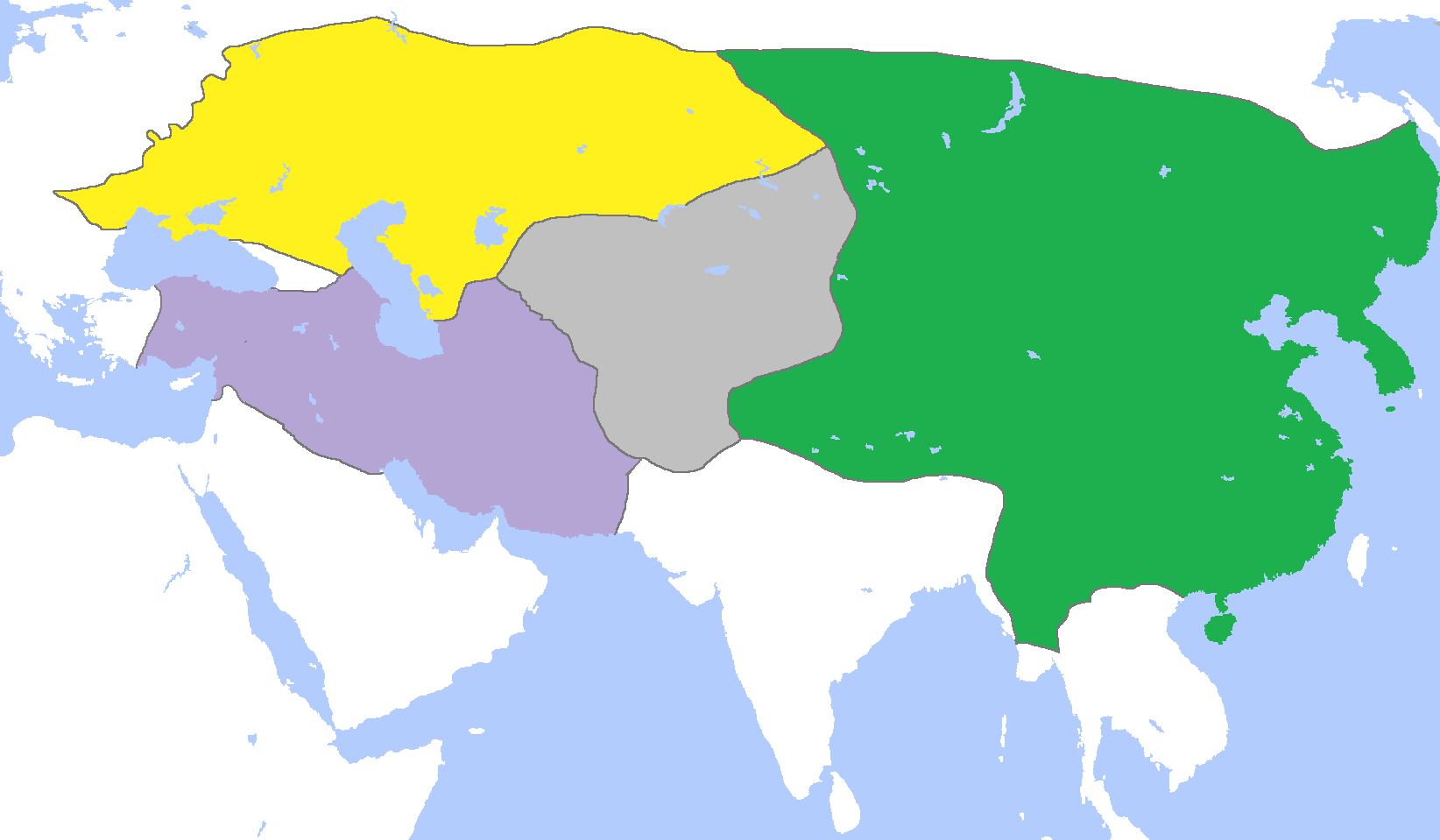
Divisions de l'Empire mongol vers 1300 :
Jaune : Horde d'or
Gris : Khanat de Djaghataï
Vert : Dynastie Yuan
Violet : Empire ilkhanide

À sa mort en 1274, Qaïdu place Douwa, fils de Barak, sur le trône. Douwa soutient son suzerain dans ses prétentions au titre de grand khan. En 1275, ils partent en campagne contre le souverain ouïgour (idikout), vassal fidèle de Kubilai. L’intervention de ce dernier les met en déroute. Qaïdu, finalement vaincu par Témur Khan, meurt en 1301. Douwa persuadera son fils Djeper de reconnaître la suzeraineté de la dynastie Yuan. Il forme un empire djagathaïde indépendant comprenant la Transoxiane, le Turkestan oriental et la riche vallée de l’Ili. 
Incursions en Inde
Les Djaghataïdes organisent des raids réguliers en Inde (1297, 1299-1300, 1303, 1304, 1327). En 1303, une armée djagathaïde de 120 000 hommes dirigée par Turgaï marche contre Delhi qu’elle assiège pendant plusieurs mois. Ne pouvant démolir les murailles de la ville, les Mongols se retirent, après avoir saccagé toute la région et le Pendjab.
La succession de Douwa
Douwa meurt en 1306 et son fils Koundjounk lui succède. Il ne règne qu'un an et à sa mort en 1307, un gengiskhanide âgé, Talikou, monte sur le trône. Devenu musulman dans sa vieillesse, il propage l’islam parmi les Mongols. Talikou est assassiné en 1309 sur ordre de parents de Douwa. Le fils cadet de Douwa, Kebek, monte alors sur le trône. Djeper, dernier khan de la branche d’Ogodeï, est battu par le khan Kebek et se réfugie à Pékin. Après la victoire de Kebek, le quriltay de 1309 décide de donner le trône à un autre fils de Douwa, Esén-bouka. Cependant, celui-ci meurt la même année et un nouveau quriltay est obligé de remettre Kebek sur le trône.

#### Kebek (1309-1326)
Pendant les premières décennies du XIVe siècle, les khans de Djaghataï se heurtent avec les il-qan d’Iran pour la possession de l’Afghanistan oriental. 
La succession de Kebek
Kebek meurt en 1326 et ses frères Eldjigidei et Douwa-Timur lui succèdent. Leur règne commun ne dure que quelques mois, et après leur mort, le troisième frère de Kebek, Tarmachirin, monte sur le trône. En 1327 il envahit le Pendjab sans véritable succès. En 1333 il se convertit à la religion musulmane. Il contribue ainsi à la scission de l’empire djaghataïde. Les nomades de la région de l’Issyk-koul et de l’Ili voient dans son acte une trahison à l’égard des traditions gengiskhanides et des principes du Djasag.

### La fin du khanat de Djaghataï

#### La division du khanat
Au début du XIVe siècle, le khanat est constitué de deux groupes ethniques vivant dans des conditions économiques et culturelles différentes. Les habitants du Turkestan oriental, de la vallée de l’Ili, de la Kachgarie et du pays des Ouïgours, bouddhistes, nestoriens, pratiquent essentiellement l’agriculture, très peu d’élevage, et n’entretiennent guère de relations avec la population musulmane de Transoxiane, surtout commerçante, appartenant à la civilisation arabo-persane. L’unité est toute nominale, dans le cadre de l’empire djaghataïde. L’affaiblissement de la dynastie distend les liens économique et sociaux entre les deux régions. 
En 1334 les habitants de la région de l’Issyk-koul et de l’Ili se révoltent. Le khanat se scinde en deux : au nord-est le khanat de Mogholistan (bassin du Tarim et de l’Ili), au sud-ouest celui de Transoxiane. 

#### Le Mogholistan auXIVesiècle
Bouzoun, neveu de Tarmachirin, règne sur le Mogholistan jusqu'en 1338, suivi par Yisuntémur (1338-1339) et Mohammed (1339). Après le règne de Mohammed, il est difficile de trouver un djagathaïde pour monter sur le trône du Mogholistan. Les seigneurs féodaux, divisés, las des querelles dynastiques, cherchent à faire monter sur le trône un prince gengiskhanide pour parer aux tentatives d’annexion par la Transoxiane. Le gengiskhanide Tughluk Timur (en) devient khan entre 1347 et 1363 et se convertit à l’Islam. Il se fait reconnaître de l’émir turc de Transoxiane Kazgan et consolide le Mogholistan.

#### La Transoxiane de Kazgan à Tamerlan (1334-1369)
L'émir Kazgan
Le djaghataïde Kazan règne en Transoxiane en 1343. Il devient le jouet de la classe dirigeante turque. Le pouvoir est de fait entre les mains de l’émir Kazgan, dont les fiefs s’étendent au nord de l’Amou-Daria. Celui-ci se révolte contre Kazan, jugé peu loyal, et le tue en 1346. Il attribue le trône à un descendant d’Ogodeï, Dânich-mendiya, puis le détrône en 1348 et le remplace par le petit-fils de Douwa, le djagathaïde Bouyankouli. Kazgan restaure le pouvoir des seigneurs féodaux turcs. 
Kazgan est assassiné au faîte de son pouvoir par ses adversaires à l’issue de dissensions féodales en 1357. Son fils, l’impuissant Mirzâ Abdallâh, connait le même sort l’année suivante. La Transoxiane sombre dans l’anarchie. 
Le gouverneur Ilyas Khodja
En 1360, Tughluk Timur intervient en Transoxiane et chasse du pouvoir les émirs et les membres de la noblesse turque locale. Il place son fils Ilyas Khodja comme gouverneur et restaure pour un temps l’unité du Djaghataï. En 1361, Tamerlan, chef des Barlas, entre au service d'Ilyas Khodja comme conseiller. 
Tamerlan (Timur Lang)
Il rompt avec Tughluk Timur qui meurt et 1363 et se rend maître de la Transoxiane. Il se proclame émir à Samarkand en 1369 et fonde la dynastie des Timourides, tout en reconnaissant l'autorité nominale du khan de Djaghataï.

#### Les derniers Djaghataïdes au Mogholistan (XIVe-XVIIesiècle)
Des princes Djaghataïdes continuent à régner sur le Mogholistan. 
Esen Buqa II (en) Vais Khan règne entre 1418 et 1428, suivi par Esen Buqa II (en) (1429-1462) et Yunus Khan (en) (1462-1486). Ce dernier, avec l’appui du timouride Abu Saïd, prend Kachgar, Sairam et Tachkent. 
Ahmad Alaq (en) (1486-1503) et Mahmud Khan (en) (1487-1508) se partagent le royaume Djaghataïde en lui gardant sa cohésion. 
Saïd (1514-1533) et Mansur Khan (en) (1482/3-1543) lancent des expéditions contre la Chine à Dunhuang et au Gansu. 
Chah khan (1545-1570) doit affronter des révoltes qui livrent le bassin du Tarim au chaos. Deux familles opposées, les Ak-Taghlik et les Kara-Taghlik dominent une mosaïque de principautés. La situation perdure jusqu'aux années 1670 quand les Ak-Taghlik font appel aux Dzoungars qui finissent par annexer la région.

## Mode de vie et gouvernement
Les Mongols du Khanat de Djaghataï ont, pour la plupart, conservé leur mode de vie nomade et le type de gouvernement qui va avec. Ils ne s'installent pas dans les centres urbains du Khanat avant la fin du XVe siècle. A ce mode de vie est associé une forme de dédains des Mongols du Khanat envers les citadins de la Transoxanie et du bassin du Tarim.

## Arbre généalogique des Khans du Khanat de Djaghataï
|                                                  |                                                  |                                                  |                                                  |                                                  |                                                  |                                                   |                                                   |                                                                                    |                                                                                    |                                                                                    |                                                                                    |                                                                                    |                                                                                    | Gengis Khan Khagan de l'Empire Mongol 1206–1227              |                                                              |                                                                                  |                                                                                  |                                                                                  |                                                                                  |                                                                                  |                                                                                  |                                                     |                                                     |                                                           |                                                           |                                                           |                                                           |                                                                  |                                                                  |                                                                  |                                                                  |                                                                                                 |                                                                                                 |                                                                                                 |                                                                                                 |                                                                                                 |                                                                                                 |                                                                                 |                                                                                 |                                                                                 |                                                                                 |                                                                  |                                                                  |                                                                      |                                                                      |                                                                      |                                                                      |                                                                      |                                                                      |                                                   |                                                   |                                                   |                                                   |                                                |                                                |                                                |                                                |        |        |                                                   |                                                   |                                                   |                                                   |                                                   |                                                   |  |  |                                                     |                                                     |                                                     |                                                     |                                                     |                                                     |  |  |  |  |  |  |  |  |  |  |  |  |  |  |  |  |  |  |  |  |  |  |  |  |  |  |  |  |  |  |  |  |  |  |  |  |  |  |  |  |  |  |  |  |  |  |  |  |  |  |  |  |  |  |
|                                                  |                                                  |                                                  |                                                  |                                                  |                                                  |                                                   |                                                   |                                                                                    |                                                                                    |                                                                                    |                                                                                    |                                                                                    |                                                                                    |                                                              |                                                              |                                                                                  |                                                                                  |                                                                                  |                                                                                  |                                                                                  |                                                                                  |                                                     |                                                     |                                                           |                                                           |                                                           |                                                           |                                                                  |                                                                  |                                                                  |                                                                  |                                                                                                 |                                                                                                 |                                                                                                 |                                                                                                 |                                                                                                 |                                                                                                 |                                                                                 |                                                                                 |                                                                                 |                                                                                 |                                                                  |                                                                  |                                                                      |                                                                      |                                                                      |                                                                      |                                                                      |                                                                      |                                                   |                                                   |                                                   |                                                   |                                                |                                                |                                                |                                                |        |        |                                                   |                                                   |                                                   |                                                   |                                                   |                                                   |  |  |                                                     |                                                     |                                                     |                                                     |                                                     |                                                     |  |  |  |  |  |  |  |  |  |  |  |  |  |  |  |  |  |  |  |  |  |  |  |  |  |  |  |  |  |  |  |  |  |  |  |  |  |  |  |  |  |  |  |  |  |  |  |  |  |  |  |  |  |  |
|                                                  |                                                  |                                                  |                                                  |                                                  |                                                  |                                                   |                                                   |                                                                                    |                                                                                    |                                                                                    |                                                                                    |                                                                                    |                                                                                    |                                                              |                                                              |                                                                                  |                                                                                  |                                                                                  |                                                                                  |                                                                                  |                                                                                  |                                                     |                                                     |                                                           |                                                           |                                                           |                                                           |                                                                  |                                                                  |                                                                  |                                                                  |                                                                                                 |                                                                                                 |                                                                                                 |                                                                                                 |                                                                                                 |                                                                                                 |                                                                                 |                                                                                 |                                                                                 |                                                                                 |                                                                  |                                                                  |                                                                      |                                                                      |                                                                      |                                                                      |                                                                      |                                                                      |                                                   |                                                   |                                                   |                                                   |                                                |                                                |                                                |                                                |        |        |                                                   |                                                   |                                                   |                                                   |                                                   |                                                   |  |  |                                                     |                                                     |                                                     |                                                     |                                                     |                                                     |  |  |  |  |  |  |  |  |  |  |  |  |  |  |  |  |  |  |  |  |  |  |  |  |  |  |  |  |  |  |  |  |  |  |  |  |  |  |  |  |  |  |  |  |  |  |  |  |  |  |  |  |  |  |
|                                                  |                                                  | Jochi                                            | Jochi                                            | Jochi                                            | Jochi                                            | Jochi                                             | Jochi                                             |                                                                                    |                                                                                    | Djaghataï Fondateur et Khan du Khanat de Djaghataï 1226–1242                       | Djaghataï Fondateur et Khan du Khanat de Djaghataï 1226–1242                       | Djaghataï Fondateur et Khan du Khanat de Djaghataï 1226–1242                       | Djaghataï Fondateur et Khan du Khanat de Djaghataï 1226–1242                       | Djaghataï Fondateur et Khan du Khanat de Djaghataï 1226–1242 | Djaghataï Fondateur et Khan du Khanat de Djaghataï 1226–1242 |                                                                                  |                                                                                  | Tolui                                                                            | Tolui                                                                            | Tolui                                                                            | Tolui                                                                            | Tolui                                               | Tolui                                               |                                                           |                                                           |                                                           |                                                           |                                                                  |                                                                  |                                                                  |                                                                  |                                                                                                 |                                                                                                 | Ögedeï Khagan de l'Empire Mongol 1229–1241                                                      | Ögedeï Khagan de l'Empire Mongol 1229–1241                                                      | Ögedeï Khagan de l'Empire Mongol 1229–1241                                                      | Ögedeï Khagan de l'Empire Mongol 1229–1241                                                      | Ögedeï Khagan de l'Empire Mongol 1229–1241                                      | Ögedeï Khagan de l'Empire Mongol 1229–1241                                      |                                                                                 |                                                                                 |                                                                  |                                                                  |                                                                      |                                                                      |                                                                      |                                                                      |                                                                      |                                                                      |                                                   |                                                   |                                                   |                                                   |                                                |                                                |                                                |                                                |        |        |                                                   |                                                   |                                                   |                                                   |                                                   |                                                   |  |  |                                                     |                                                     |                                                     |                                                     |                                                     |                                                     |  |  |  |  |  |  |  |  |  |  |  |  |  |  |  |  |  |  |  |  |  |  |  |  |  |  |  |  |  |  |  |  |  |  |  |  |  |  |  |  |  |  |  |  |  |  |  |  |  |  |  |  |  |  |
|                                                  |                                                  | Jochi                                            | Jochi                                            | Jochi                                            | Jochi                                            | Jochi                                             | Jochi                                             |                                                                                    |                                                                                    | Djaghataï Fondateur et Khan du Khanat de Djaghataï 1226–1242                       | Djaghataï Fondateur et Khan du Khanat de Djaghataï 1226–1242                       | Djaghataï Fondateur et Khan du Khanat de Djaghataï 1226–1242                       | Djaghataï Fondateur et Khan du Khanat de Djaghataï 1226–1242                       | Djaghataï Fondateur et Khan du Khanat de Djaghataï 1226–1242 | Djaghataï Fondateur et Khan du Khanat de Djaghataï 1226–1242 |                                                                                  |                                                                                  | Tolui                                                                            | Tolui                                                                            | Tolui                                                                            | Tolui                                                                            | Tolui                                               | Tolui                                               |                                                           |                                                           |                                                           |                                                           |                                                                  |                                                                  |                                                                  |                                                                  |                                                                                                 |                                                                                                 | Ögedeï Khagan de l'Empire Mongol 1229–1241                                                      | Ögedeï Khagan de l'Empire Mongol 1229–1241                                                      | Ögedeï Khagan de l'Empire Mongol 1229–1241                                                      | Ögedeï Khagan de l'Empire Mongol 1229–1241                                                      | Ögedeï Khagan de l'Empire Mongol 1229–1241                                      | Ögedeï Khagan de l'Empire Mongol 1229–1241                                      |                                                                                 |                                                                                 |                                                                  |                                                                  |                                                                      |                                                                      |                                                                      |                                                                      |                                                                      |                                                                      |                                                   |                                                   |                                                   |                                                   |                                                |                                                |                                                |                                                |        |        |                                                   |                                                   |                                                   |                                                   |                                                   |                                                   |  |  |                                                     |                                                     |                                                     |                                                     |                                                     |                                                     |  |  |  |  |  |  |  |  |  |  |  |  |  |  |  |  |  |  |  |  |  |  |  |  |  |  |  |  |  |  |  |  |  |  |  |  |  |  |  |  |  |  |  |  |  |  |  |  |  |  |  |  |  |  |
|                                                  |                                                  |                                                  |                                                  |                                                  |                                                  |                                                   |                                                   |                                                                                    |                                                                                    |                                                                                    |                                                                                    |                                                                                    |                                                                                    |                                                              |                                                              |                                                                                  |                                                                                  |                                                                                  |                                                                                  |                                                                                  |                                                                                  |                                                     |                                                     |                                                           |                                                           |                                                           |                                                           |                                                                  |                                                                  |                                                                  |                                                                  |                                                                                                 |                                                                                                 |                                                                                                 |                                                                                                 |                                                                                                 |                                                                                                 |                                                                                 |                                                                                 |                                                                                 |                                                                                 |                                                                  |                                                                  |                                                                      |                                                                      |                                                                      |                                                                      |                                                                      |                                                                      |                                                   |                                                   |                                                   |                                                   |                                                |                                                |                                                |                                                |        |        |                                                   |                                                   |                                                   |                                                   |                                                   |                                                   |  |  |                                                     |                                                     |                                                     |                                                     |                                                     |                                                     |  |  |  |  |  |  |  |  |  |  |  |  |  |  |  |  |  |  |  |  |  |  |  |  |  |  |  |  |  |  |  |  |  |  |  |  |  |  |  |  |  |  |  |  |  |  |  |  |  |  |  |  |  |  |
|                                                  |                                                  |                                                  |                                                  |                                                  |                                                  | Yissu Mangu Khan du Khanat de Djaghataï 1246–1252 | Yissu Mangu Khan du Khanat de Djaghataï 1246–1252 | Yissu Mangu Khan du Khanat de Djaghataï 1246–1252                                  | Yissu Mangu Khan du Khanat de Djaghataï 1246–1252                                  | Yissu Mangu Khan du Khanat de Djaghataï 1246–1252                                  | Yissu Mangu Khan du Khanat de Djaghataï 1246–1252                                  |                                                                                    |                                                                                    | Baidar (mn)                                                  | Baidar (mn)                                                  | Baidar (mn)                                                                      | Baidar (mn)                                                                      | Baidar (mn)                                                                      | Baidar (mn)                                                                      |                                                                                  |                                                                                  | Sarban                                              | Sarban                                              | Sarban                                                    | Sarban                                                    | Sarban                                                    | Sarban                                                    |                                                                  |                                                                  | Khashi                                                           | Khashi                                                           | Khashi                                                                                          | Khashi                                                                                          | Khashi                                                                                          | Khashi                                                                                          |                                                                                                 |                                                                                                 |                                                                                 |                                                                                 |                                                                                 |                                                                                 |                                                                  |                                                                  |                                                                      |                                                                      |                                                                      |                                                                      |                                                                      |                                                                      |                                                   |                                                   |                                                   |                                                   |                                                |                                                |                                                |                                                |        |        |                                                   |                                                   |                                                   |                                                   |                                                   |                                                   |  |  |                                                     |                                                     |                                                     |                                                     |                                                     |                                                     |  |  |  |  |  |  |  |  |  |  |  |  |  |  |  |  |  |  |  |  |  |  |  |  |  |  |  |  |  |  |  |  |  |  |  |  |  |  |  |  |  |  |  |  |  |  |  |  |  |  |  |  |  |  |
|                                                  |                                                  |                                                  |                                                  |                                                  |                                                  | Yissu Mangu Khan du Khanat de Djaghataï 1246–1252 | Yissu Mangu Khan du Khanat de Djaghataï 1246–1252 | Yissu Mangu Khan du Khanat de Djaghataï 1246–1252                                  | Yissu Mangu Khan du Khanat de Djaghataï 1246–1252                                  | Yissu Mangu Khan du Khanat de Djaghataï 1246–1252                                  | Yissu Mangu Khan du Khanat de Djaghataï 1246–1252                                  |                                                                                    |                                                                                    | Baidar (mn)                                                  | Baidar (mn)                                                  | Baidar (mn)                                                                      | Baidar (mn)                                                                      | Baidar (mn)                                                                      | Baidar (mn)                                                                      |                                                                                  |                                                                                  | Sarban                                              | Sarban                                              | Sarban                                                    | Sarban                                                    | Sarban                                                    | Sarban                                                    |                                                                  |                                                                  | Khashi                                                           | Khashi                                                           | Khashi                                                                                          | Khashi                                                                                          | Khashi                                                                                          | Khashi                                                                                          |                                                                                                 |                                                                                                 |                                                                                 |                                                                                 |                                                                                 |                                                                                 |                                                                  |                                                                  |                                                                      |                                                                      |                                                                      |                                                                      |                                                                      |                                                                      |                                                   |                                                   |                                                   |                                                   |                                                |                                                |                                                |                                                |        |        |                                                   |                                                   |                                                   |                                                   |                                                   |                                                   |  |  |                                                     |                                                     |                                                     |                                                     |                                                     |                                                     |  |  |  |  |  |  |  |  |  |  |  |  |  |  |  |  |  |  |  |  |  |  |  |  |  |  |  |  |  |  |  |  |  |  |  |  |  |  |  |  |  |  |  |  |  |  |  |  |  |  |  |  |  |  |
| Mutukan                                          | Mutukan                                          | Mutukan                                          | Mutukan                                          | Mutukan                                          | Mutukan                                          |                                                   |                                                   |                                                                                    |                                                                                    |                                                                                    |                                                                                    |                                                                                    |                                                                                    | Alghu Khan du Khanat de Djaghataï 1260–1266                  | Alghu Khan du Khanat de Djaghataï 1260–1266                  | Alghu Khan du Khanat de Djaghataï 1260–1266                                      | Alghu Khan du Khanat de Djaghataï 1260–1266                                      | Alghu Khan du Khanat de Djaghataï 1260–1266                                      | Alghu Khan du Khanat de Djaghataï 1260–1266                                      |                                                                                  |                                                                                  | Nikpaï Oghoul Khan du Khanat de Djaghataï 1270–1272 | Nikpaï Oghoul Khan du Khanat de Djaghataï 1270–1272 | Nikpaï Oghoul Khan du Khanat de Djaghataï 1270–1272       | Nikpaï Oghoul Khan du Khanat de Djaghataï 1270–1272       | Nikpaï Oghoul Khan du Khanat de Djaghataï 1270–1272       | Nikpaï Oghoul Khan du Khanat de Djaghataï 1270–1272       |                                                                  |                                                                  | Qaïdu                                                            | Qaïdu                                                            | Qaïdu                                                                                           | Qaïdu                                                                                           | Qaïdu                                                                                           | Qaïdu                                                                                           |                                                                                                 |                                                                                                 |                                                                                 |                                                                                 |                                                                                 |                                                                                 |                                                                  |                                                                  |                                                                      |                                                                      |                                                                      |                                                                      |                                                                      |                                                                      |                                                   |                                                   |                                                   |                                                   |                                                |                                                |                                                |                                                |        |        |                                                   |                                                   |                                                   |                                                   |                                                   |                                                   |  |  |                                                     |                                                     |                                                     |                                                     |                                                     |                                                     |  |  |  |  |  |  |  |  |  |  |  |  |  |  |  |  |  |  |  |  |  |  |  |  |  |  |  |  |  |  |  |  |  |  |  |  |  |  |  |  |  |  |  |  |  |  |  |  |  |  |  |  |  |  |
| Mutukan                                          | Mutukan                                          | Mutukan                                          | Mutukan                                          | Mutukan                                          | Mutukan                                          |                                                   |                                                   |                                                                                    |                                                                                    |                                                                                    |                                                                                    |                                                                                    |                                                                                    | Alghu Khan du Khanat de Djaghataï 1260–1266                  | Alghu Khan du Khanat de Djaghataï 1260–1266                  | Alghu Khan du Khanat de Djaghataï 1260–1266                                      | Alghu Khan du Khanat de Djaghataï 1260–1266                                      | Alghu Khan du Khanat de Djaghataï 1260–1266                                      | Alghu Khan du Khanat de Djaghataï 1260–1266                                      |                                                                                  |                                                                                  | Nikpaï Oghoul Khan du Khanat de Djaghataï 1270–1272 | Nikpaï Oghoul Khan du Khanat de Djaghataï 1270–1272 | Nikpaï Oghoul Khan du Khanat de Djaghataï 1270–1272       | Nikpaï Oghoul Khan du Khanat de Djaghataï 1270–1272       | Nikpaï Oghoul Khan du Khanat de Djaghataï 1270–1272       | Nikpaï Oghoul Khan du Khanat de Djaghataï 1270–1272       |                                                                  |                                                                  | Qaïdu                                                            | Qaïdu                                                            | Qaïdu                                                                                           | Qaïdu                                                                                           | Qaïdu                                                                                           | Qaïdu                                                                                           |                                                                                                 |                                                                                                 |                                                                                 |                                                                                 |                                                                                 |                                                                                 |                                                                  |                                                                  |                                                                      |                                                                      |                                                                      |                                                                      |                                                                      |                                                                      |                                                   |                                                   |                                                   |                                                   |                                                |                                                |                                                |                                                |        |        |                                                   |                                                   |                                                   |                                                   |                                                   |                                                   |  |  |                                                     |                                                     |                                                     |                                                     |                                                     |                                                     |  |  |  |  |  |  |  |  |  |  |  |  |  |  |  |  |  |  |  |  |  |  |  |  |  |  |  |  |  |  |  |  |  |  |  |  |  |  |  |  |  |  |  |  |  |  |  |  |  |  |  |  |  |  |
|                                                  |                                                  |                                                  |                                                  |                                                  |                                                  |                                                   |                                                   |                                                                                    |                                                                                    |                                                                                    |                                                                                    |                                                                                    |                                                                                    |                                                              |                                                              |                                                                                  |                                                                                  |                                                                                  |                                                                                  |                                                                                  |                                                                                  |                                                     |                                                     |                                                           |                                                           |                                                           |                                                           |                                                                  |                                                                  |                                                                  |                                                                  |                                                                                                 |                                                                                                 |                                                                                                 |                                                                                                 |                                                                                                 |                                                                                                 |                                                                                 |                                                                                 |                                                                                 |                                                                                 |                                                                  |                                                                  |                                                                      |                                                                      |                                                                      |                                                                      |                                                                      |                                                                      |                                                   |                                                   |                                                   |                                                   |                                                |                                                |                                                |                                                |        |        |                                                   |                                                   |                                                   |                                                   |                                                   |                                                   |  |  |                                                     |                                                     |                                                     |                                                     |                                                     |                                                     |  |  |  |  |  |  |  |  |  |  |  |  |  |  |  |  |  |  |  |  |  |  |  |  |  |  |  |  |  |  |  |  |  |  |  |  |  |  |  |  |  |  |  |  |  |  |  |  |  |  |  |  |  |  |
| Büri                                             | Büri                                             | Büri                                             | Büri                                             | Büri                                             | Büri                                             |                                                   |                                                   | Kara Hülegü Khan du Khanat de Djaghataï Premier Règne 1242–1246 Second Règne 1252  | Kara Hülegü Khan du Khanat de Djaghataï Premier Règne 1242–1246 Second Règne 1252  | Kara Hülegü Khan du Khanat de Djaghataï Premier Règne 1242–1246 Second Règne 1252  | Kara Hülegü Khan du Khanat de Djaghataï Premier Règne 1242–1246 Second Règne 1252  | Kara Hülegü Khan du Khanat de Djaghataï Premier Règne 1242–1246 Second Règne 1252  | Kara Hülegü Khan du Khanat de Djaghataï Premier Règne 1242–1246 Second Règne 1252  |                                                              |                                                              | Yesünto'a                                                                        | Yesünto'a                                                                        | Yesünto'a                                                                        | Yesünto'a                                                                        | Yesünto'a                                                                        | Yesünto'a                                                                        |                                                     |                                                     |                                                           |                                                           |                                                           |                                                           |                                                                  |                                                                  | Dânich-mendiya Khan du Khanat de Djaghataï 1346–1348             | Dânich-mendiya Khan du Khanat de Djaghataï 1346–1348             | Dânich-mendiya Khan du Khanat de Djaghataï 1346–1348                                            | Dânich-mendiya Khan du Khanat de Djaghataï 1346–1348                                            | Dânich-mendiya Khan du Khanat de Djaghataï 1346–1348                                            | Dânich-mendiya Khan du Khanat de Djaghataï 1346–1348                                            |                                                                                                 |                                                                                                 | Ali Sultan Khan du Khanat de Djaghataï 1342                                     | Ali Sultan Khan du Khanat de Djaghataï 1342                                     | Ali Sultan Khan du Khanat de Djaghataï 1342                                     | Ali Sultan Khan du Khanat de Djaghataï 1342                                     | Ali Sultan Khan du Khanat de Djaghataï 1342                      | Ali Sultan Khan du Khanat de Djaghataï 1342                      |                                                                      |                                                                      |                                                                      |                                                                      |                                                                      |                                                                      |                                                   |                                                   |                                                   |                                                   |                                                |                                                |                                                |                                                |        |        |                                                   |                                                   |                                                   |                                                   |                                                   |                                                   |  |  |                                                     |                                                     |                                                     |                                                     |                                                     |                                                     |  |  |  |  |  |  |  |  |  |  |  |  |  |  |  |  |  |  |  |  |  |  |  |  |  |  |  |  |  |  |  |  |  |  |  |  |  |  |  |  |  |  |  |  |  |  |  |  |  |  |  |  |  |  |
| Büri                                             | Büri                                             | Büri                                             | Büri                                             | Büri                                             | Büri                                             |                                                   |                                                   | Kara Hülegü Khan du Khanat de Djaghataï Premier Règne 1242–1246 Second Règne 1252  | Kara Hülegü Khan du Khanat de Djaghataï Premier Règne 1242–1246 Second Règne 1252  | Kara Hülegü Khan du Khanat de Djaghataï Premier Règne 1242–1246 Second Règne 1252  | Kara Hülegü Khan du Khanat de Djaghataï Premier Règne 1242–1246 Second Règne 1252  | Kara Hülegü Khan du Khanat de Djaghataï Premier Règne 1242–1246 Second Règne 1252  | Kara Hülegü Khan du Khanat de Djaghataï Premier Règne 1242–1246 Second Règne 1252  |                                                              |                                                              | Yesünto'a                                                                        | Yesünto'a                                                                        | Yesünto'a                                                                        | Yesünto'a                                                                        | Yesünto'a                                                                        | Yesünto'a                                                                        |                                                     |                                                     |                                                           |                                                           |                                                           |                                                           |                                                                  |                                                                  | Dânich-mendiya Khan du Khanat de Djaghataï 1346–1348             | Dânich-mendiya Khan du Khanat de Djaghataï 1346–1348             | Dânich-mendiya Khan du Khanat de Djaghataï 1346–1348                                            | Dânich-mendiya Khan du Khanat de Djaghataï 1346–1348                                            | Dânich-mendiya Khan du Khanat de Djaghataï 1346–1348                                            | Dânich-mendiya Khan du Khanat de Djaghataï 1346–1348                                            |                                                                                                 |                                                                                                 | Ali Sultan Khan du Khanat de Djaghataï 1342                                     | Ali Sultan Khan du Khanat de Djaghataï 1342                                     | Ali Sultan Khan du Khanat de Djaghataï 1342                                     | Ali Sultan Khan du Khanat de Djaghataï 1342                                     | Ali Sultan Khan du Khanat de Djaghataï 1342                      | Ali Sultan Khan du Khanat de Djaghataï 1342                      |                                                                      |                                                                      |                                                                      |                                                                      |                                                                      |                                                                      |                                                   |                                                   |                                                   |                                                   |                                                |                                                |                                                |                                                |        |        |                                                   |                                                   |                                                   |                                                   |                                                   |                                                   |  |  |                                                     |                                                     |                                                     |                                                     |                                                     |                                                     |  |  |  |  |  |  |  |  |  |  |  |  |  |  |  |  |  |  |  |  |  |  |  |  |  |  |  |  |  |  |  |  |  |  |  |  |  |  |  |  |  |  |  |  |  |  |  |  |  |  |  |  |  |  |
| Qadaqchi                                         | Qadaqchi                                         | Qadaqchi                                         | Qadaqchi                                         | Qadaqchi                                         | Qadaqchi                                         |                                                   |                                                   | Mubarak Shah Khan du Khanat de Djaghataï Premier Règne 1252–1260 Second Règne 1266 | Mubarak Shah Khan du Khanat de Djaghataï Premier Règne 1252–1260 Second Règne 1266 | Mubarak Shah Khan du Khanat de Djaghataï Premier Règne 1252–1260 Second Règne 1266 | Mubarak Shah Khan du Khanat de Djaghataï Premier Règne 1252–1260 Second Règne 1266 | Mubarak Shah Khan du Khanat de Djaghataï Premier Règne 1252–1260 Second Règne 1266 | Mubarak Shah Khan du Khanat de Djaghataï Premier Règne 1252–1260 Second Règne 1266 |                                                              |                                                              | Baraq Khan Khan du Khanat de Djaghataï 1266–1270                                 | Baraq Khan Khan du Khanat de Djaghataï 1266–1270                                 | Baraq Khan Khan du Khanat de Djaghataï 1266–1270                                 | Baraq Khan Khan du Khanat de Djaghataï 1266–1270                                 | Baraq Khan Khan du Khanat de Djaghataï 1266–1270                                 | Baraq Khan Khan du Khanat de Djaghataï 1266–1270                                 |                                                     |                                                     |                                                           |                                                           |                                                           |                                                           |                                                                  |                                                                  | Soyurgatmish Khan du Khanat de Transoxiane 1370–1384             | Soyurgatmish Khan du Khanat de Transoxiane 1370–1384             | Soyurgatmish Khan du Khanat de Transoxiane 1370–1384                                            | Soyurgatmish Khan du Khanat de Transoxiane 1370–1384                                            | Soyurgatmish Khan du Khanat de Transoxiane 1370–1384                                            | Soyurgatmish Khan du Khanat de Transoxiane 1370–1384                                            |                                                                                                 |                                                                                                 |                                                                                 |                                                                                 |                                                                                 |                                                                                 |                                                                  |                                                                  |                                                                      |                                                                      |                                                                      |                                                                      |                                                                      |                                                                      |                                                   |                                                   |                                                   |                                                   |                                                |                                                |                                                |                                                |        |        |                                                   |                                                   |                                                   |                                                   |                                                   |                                                   |  |  |                                                     |                                                     |                                                     |                                                     |                                                     |                                                     |  |  |  |  |  |  |  |  |  |  |  |  |  |  |  |  |  |  |  |  |  |  |  |  |  |  |  |  |  |  |  |  |  |  |  |  |  |  |  |  |  |  |  |  |  |  |  |  |  |  |  |  |  |  |
| Qadaqchi                                         | Qadaqchi                                         | Qadaqchi                                         | Qadaqchi                                         | Qadaqchi                                         | Qadaqchi                                         |                                                   |                                                   | Mubarak Shah Khan du Khanat de Djaghataï Premier Règne 1252–1260 Second Règne 1266 | Mubarak Shah Khan du Khanat de Djaghataï Premier Règne 1252–1260 Second Règne 1266 | Mubarak Shah Khan du Khanat de Djaghataï Premier Règne 1252–1260 Second Règne 1266 | Mubarak Shah Khan du Khanat de Djaghataï Premier Règne 1252–1260 Second Règne 1266 | Mubarak Shah Khan du Khanat de Djaghataï Premier Règne 1252–1260 Second Règne 1266 | Mubarak Shah Khan du Khanat de Djaghataï Premier Règne 1252–1260 Second Règne 1266 |                                                              |                                                              | Baraq Khan Khan du Khanat de Djaghataï 1266–1270                                 | Baraq Khan Khan du Khanat de Djaghataï 1266–1270                                 | Baraq Khan Khan du Khanat de Djaghataï 1266–1270                                 | Baraq Khan Khan du Khanat de Djaghataï 1266–1270                                 | Baraq Khan Khan du Khanat de Djaghataï 1266–1270                                 | Baraq Khan Khan du Khanat de Djaghataï 1266–1270                                 |                                                     |                                                     |                                                           |                                                           |                                                           |                                                           |                                                                  |                                                                  | Soyurgatmish Khan du Khanat de Transoxiane 1370–1384             | Soyurgatmish Khan du Khanat de Transoxiane 1370–1384             | Soyurgatmish Khan du Khanat de Transoxiane 1370–1384                                            | Soyurgatmish Khan du Khanat de Transoxiane 1370–1384                                            | Soyurgatmish Khan du Khanat de Transoxiane 1370–1384                                            | Soyurgatmish Khan du Khanat de Transoxiane 1370–1384                                            |                                                                                                 |                                                                                                 |                                                                                 |                                                                                 |                                                                                 |                                                                                 |                                                                  |                                                                  |                                                                      |                                                                      |                                                                      |                                                                      |                                                                      |                                                                      |                                                   |                                                   |                                                   |                                                   |                                                |                                                |                                                |                                                |        |        |                                                   |                                                   |                                                   |                                                   |                                                   |                                                   |  |  |                                                     |                                                     |                                                     |                                                     |                                                     |                                                     |  |  |  |  |  |  |  |  |  |  |  |  |  |  |  |  |  |  |  |  |  |  |  |  |  |  |  |  |  |  |  |  |  |  |  |  |  |  |  |  |  |  |  |  |  |  |  |  |  |  |  |  |  |  |
|                                                  |                                                  |                                                  |                                                  |                                                  |                                                  |                                                   |                                                   |                                                                                    |                                                                                    |                                                                                    |                                                                                    |                                                                                    |                                                                                    |                                                              |                                                              |                                                                                  |                                                                                  |                                                                                  |                                                                                  |                                                                                  |                                                                                  |                                                     |                                                     |                                                           |                                                           |                                                           |                                                           |                                                                  |                                                                  |                                                                  |                                                                  |                                                                                                 |                                                                                                 |                                                                                                 |                                                                                                 |                                                                                                 |                                                                                                 |                                                                                 |                                                                                 |                                                                                 |                                                                                 |                                                                  |                                                                  |                                                                      |                                                                      |                                                                      |                                                                      |                                                                      |                                                                      |                                                   |                                                   |                                                   |                                                   |                                                |                                                |                                                |                                                |        |        |                                                   |                                                   |                                                   |                                                   |                                                   |                                                   |  |  |                                                     |                                                     |                                                     |                                                     |                                                     |                                                     |  |  |  |  |  |  |  |  |  |  |  |  |  |  |  |  |  |  |  |  |  |  |  |  |  |  |  |  |  |  |  |  |  |  |  |  |  |  |  |  |  |  |  |  |  |  |  |  |  |  |  |  |  |  |
| Buqa Temür Khan du Khanat de Djaghataï 1272–1282 | Buqa Temür Khan du Khanat de Djaghataï 1272–1282 | Buqa Temür Khan du Khanat de Djaghataï 1272–1282 | Buqa Temür Khan du Khanat de Djaghataï 1272–1282 | Buqa Temür Khan du Khanat de Djaghataï 1272–1282 | Buqa Temür Khan du Khanat de Djaghataï 1272–1282 |                                                   |                                                   | Taliku Khan du Khanat de Djaghataï 1308–1309                                       | Taliku Khan du Khanat de Djaghataï 1308–1309                                       | Taliku Khan du Khanat de Djaghataï 1308–1309                                       | Taliku Khan du Khanat de Djaghataï 1308–1309                                       | Taliku Khan du Khanat de Djaghataï 1308–1309                                       | Taliku Khan du Khanat de Djaghataï 1308–1309                                       |                                                              |                                                              | Douwa Khan du Khanat de Djaghataï 1282–1307                                      | Douwa Khan du Khanat de Djaghataï 1282–1307                                      | Douwa Khan du Khanat de Djaghataï 1282–1307                                      | Douwa Khan du Khanat de Djaghataï 1282–1307                                      | Douwa Khan du Khanat de Djaghataï 1282–1307                                      | Douwa Khan du Khanat de Djaghataï 1282–1307                                      |                                                     |                                                     |                                                           |                                                           |                                                           |                                                           |                                                                  |                                                                  | Sultan Mahmud (en) Khan du Khanat de Transoxiane 1384–1402       | Sultan Mahmud (en) Khan du Khanat de Transoxiane 1384–1402       | Sultan Mahmud (en) Khan du Khanat de Transoxiane 1384–1402                                      | Sultan Mahmud (en) Khan du Khanat de Transoxiane 1384–1402                                      | Sultan Mahmud (en) Khan du Khanat de Transoxiane 1384–1402                                      | Sultan Mahmud (en) Khan du Khanat de Transoxiane 1384–1402                                      |                                                                                                 |                                                                                                 |                                                                                 |                                                                                 |                                                                                 |                                                                                 |                                                                  |                                                                  |                                                                      |                                                                      |                                                                      |                                                                      |                                                                      |                                                                      |                                                   |                                                   |                                                   |                                                   |                                                |                                                |                                                |                                                |        |        |                                                   |                                                   |                                                   |                                                   |                                                   |                                                   |  |  |                                                     |                                                     |                                                     |                                                     |                                                     |                                                     |  |  |  |  |  |  |  |  |  |  |  |  |  |  |  |  |  |  |  |  |  |  |  |  |  |  |  |  |  |  |  |  |  |  |  |  |  |  |  |  |  |  |  |  |  |  |  |  |  |  |  |  |  |  |
| Buqa Temür Khan du Khanat de Djaghataï 1272–1282 | Buqa Temür Khan du Khanat de Djaghataï 1272–1282 | Buqa Temür Khan du Khanat de Djaghataï 1272–1282 | Buqa Temür Khan du Khanat de Djaghataï 1272–1282 | Buqa Temür Khan du Khanat de Djaghataï 1272–1282 | Buqa Temür Khan du Khanat de Djaghataï 1272–1282 |                                                   |                                                   | Taliku Khan du Khanat de Djaghataï 1308–1309                                       | Taliku Khan du Khanat de Djaghataï 1308–1309                                       | Taliku Khan du Khanat de Djaghataï 1308–1309                                       | Taliku Khan du Khanat de Djaghataï 1308–1309                                       | Taliku Khan du Khanat de Djaghataï 1308–1309                                       | Taliku Khan du Khanat de Djaghataï 1308–1309                                       |                                                              |                                                              | Douwa Khan du Khanat de Djaghataï 1282–1307                                      | Douwa Khan du Khanat de Djaghataï 1282–1307                                      | Douwa Khan du Khanat de Djaghataï 1282–1307                                      | Douwa Khan du Khanat de Djaghataï 1282–1307                                      | Douwa Khan du Khanat de Djaghataï 1282–1307                                      | Douwa Khan du Khanat de Djaghataï 1282–1307                                      |                                                     |                                                     |                                                           |                                                           |                                                           |                                                           |                                                                  |                                                                  | Sultan Mahmud (en) Khan du Khanat de Transoxiane 1384–1402       | Sultan Mahmud (en) Khan du Khanat de Transoxiane 1384–1402       | Sultan Mahmud (en) Khan du Khanat de Transoxiane 1384–1402                                      | Sultan Mahmud (en) Khan du Khanat de Transoxiane 1384–1402                                      | Sultan Mahmud (en) Khan du Khanat de Transoxiane 1384–1402                                      | Sultan Mahmud (en) Khan du Khanat de Transoxiane 1384–1402                                      |                                                                                                 |                                                                                                 |                                                                                 |                                                                                 |                                                                                 |                                                                                 |                                                                  |                                                                  |                                                                      |                                                                      |                                                                      |                                                                      |                                                                      |                                                                      |                                                   |                                                   |                                                   |                                                   |                                                |                                                |                                                |                                                |        |        |                                                   |                                                   |                                                   |                                                   |                                                   |                                                   |  |  |                                                     |                                                     |                                                     |                                                     |                                                     |                                                     |  |  |  |  |  |  |  |  |  |  |  |  |  |  |  |  |  |  |  |  |  |  |  |  |  |  |  |  |  |  |  |  |  |  |  |  |  |  |  |  |  |  |  |  |  |  |  |  |  |  |  |  |  |  |
|                                                  |                                                  |                                                  |                                                  |                                                  |                                                  |                                                   |                                                   |                                                                                    |                                                                                    |                                                                                    |                                                                                    |                                                                                    |                                                                                    |                                                              |                                                              |                                                                                  |                                                                                  |                                                                                  |                                                                                  |                                                                                  |                                                                                  |                                                     |                                                     |                                                           |                                                           |                                                           |                                                           |                                                                  |                                                                  |                                                                  |                                                                  |                                                                                                 |                                                                                                 |                                                                                                 |                                                                                                 |                                                                                                 |                                                                                                 |                                                                                 |                                                                                 |                                                                                 |                                                                                 |                                                                  |                                                                  |                                                                      |                                                                      |                                                                      |                                                                      |                                                                      |                                                                      |                                                   |                                                   |                                                   |                                                   |                                                |                                                |                                                |                                                |        |        |                                                   |                                                   |                                                   |                                                   |                                                   |                                                   |  |  |                                                     |                                                     |                                                     |                                                     |                                                     |                                                     |  |  |  |  |  |  |  |  |  |  |  |  |  |  |  |  |  |  |  |  |  |  |  |  |  |  |  |  |  |  |  |  |  |  |  |  |  |  |  |  |  |  |  |  |  |  |  |  |  |  |  |  |  |  |
| Orüg Temür                                       | Orüg Temür                                       | Orüg Temür                                       | Orüg Temür                                       | Orüg Temür                                       | Orüg Temür                                       |                                                   |                                                   | Kundjuk Khan du Khanat de Djaghataï 1307–1308                                      | Kundjuk Khan du Khanat de Djaghataï 1307–1308                                      | Kundjuk Khan du Khanat de Djaghataï 1307–1308                                      | Kundjuk Khan du Khanat de Djaghataï 1307–1308                                      | Kundjuk Khan du Khanat de Djaghataï 1307–1308                                      | Kundjuk Khan du Khanat de Djaghataï 1307–1308                                      |                                                              |                                                              | Kebek Khan du Khanat de Djaghataï Premier Règne 1309–1310 Second Règne 1318–1325 | Kebek Khan du Khanat de Djaghataï Premier Règne 1309–1310 Second Règne 1318–1325 | Kebek Khan du Khanat de Djaghataï Premier Règne 1309–1310 Second Règne 1318–1325 | Kebek Khan du Khanat de Djaghataï Premier Règne 1309–1310 Second Règne 1318–1325 | Kebek Khan du Khanat de Djaghataï Premier Règne 1309–1310 Second Règne 1318–1325 | Kebek Khan du Khanat de Djaghataï Premier Règne 1309–1310 Second Règne 1318–1325 |                                                     |                                                     | Eljigidey Khan du Khanat de Djaghataï 1325–1329           | Eljigidey Khan du Khanat de Djaghataï 1325–1329           | Eljigidey Khan du Khanat de Djaghataï 1325–1329           | Eljigidey Khan du Khanat de Djaghataï 1325–1329           | Eljigidey Khan du Khanat de Djaghataï 1325–1329                  | Eljigidey Khan du Khanat de Djaghataï 1325–1329                  |                                                                  |                                                                  | Esen Buqa I Khan du Khanat de Djaghataï 1310–1318                                               | Esen Buqa I Khan du Khanat de Djaghataï 1310–1318                                               | Esen Buqa I Khan du Khanat de Djaghataï 1310–1318                                               | Esen Buqa I Khan du Khanat de Djaghataï 1310–1318                                               | Esen Buqa I Khan du Khanat de Djaghataï 1310–1318                                               | Esen Buqa I Khan du Khanat de Djaghataï 1310–1318                                               |                                                                                 |                                                                                 | Duwa Temür Khan du Khanat de Djaghataï 1329–1330                                | Duwa Temür Khan du Khanat de Djaghataï 1329–1330                                | Duwa Temür Khan du Khanat de Djaghataï 1329–1330                 | Duwa Temür Khan du Khanat de Djaghataï 1329–1330                 | Duwa Temür Khan du Khanat de Djaghataï 1329–1330                     | Duwa Temür Khan du Khanat de Djaghataï 1329–1330                     |                                                                      |                                                                      | Tarmachirin Khan du Khanat de Djaghataï 1330–1334                    | Tarmachirin Khan du Khanat de Djaghataï 1330–1334                    | Tarmachirin Khan du Khanat de Djaghataï 1330–1334 | Tarmachirin Khan du Khanat de Djaghataï 1330–1334 | Tarmachirin Khan du Khanat de Djaghataï 1330–1334 | Tarmachirin Khan du Khanat de Djaghataï 1330–1334 |                                                |                                                | Ebugen                                         | Ebugen                                         | Ebugen | Ebugen | Ebugen                                            | Ebugen                                            |                                                   |                                                   |                                                   |                                                   |  |  | Surguda                                             | Surguda                                             | Surguda                                             | Surguda                                             | Surguda                                             | Surguda                                             |  |  |  |  |  |  |  |  |  |  |  |  |  |  |  |  |  |  |  |  |  |  |  |  |  |  |  |  |  |  |  |  |  |  |  |  |  |  |  |  |  |  |  |  |  |  |  |  |  |  |  |  |  |  |
| Orüg Temür                                       | Orüg Temür                                       | Orüg Temür                                       | Orüg Temür                                       | Orüg Temür                                       | Orüg Temür                                       |                                                   |                                                   | Kundjuk Khan du Khanat de Djaghataï 1307–1308                                      | Kundjuk Khan du Khanat de Djaghataï 1307–1308                                      | Kundjuk Khan du Khanat de Djaghataï 1307–1308                                      | Kundjuk Khan du Khanat de Djaghataï 1307–1308                                      | Kundjuk Khan du Khanat de Djaghataï 1307–1308                                      | Kundjuk Khan du Khanat de Djaghataï 1307–1308                                      |                                                              |                                                              | Kebek Khan du Khanat de Djaghataï Premier Règne 1309–1310 Second Règne 1318–1325 | Kebek Khan du Khanat de Djaghataï Premier Règne 1309–1310 Second Règne 1318–1325 | Kebek Khan du Khanat de Djaghataï Premier Règne 1309–1310 Second Règne 1318–1325 | Kebek Khan du Khanat de Djaghataï Premier Règne 1309–1310 Second Règne 1318–1325 | Kebek Khan du Khanat de Djaghataï Premier Règne 1309–1310 Second Règne 1318–1325 | Kebek Khan du Khanat de Djaghataï Premier Règne 1309–1310 Second Règne 1318–1325 |                                                     |                                                     | Eljigidey Khan du Khanat de Djaghataï 1325–1329           | Eljigidey Khan du Khanat de Djaghataï 1325–1329           | Eljigidey Khan du Khanat de Djaghataï 1325–1329           | Eljigidey Khan du Khanat de Djaghataï 1325–1329           | Eljigidey Khan du Khanat de Djaghataï 1325–1329                  | Eljigidey Khan du Khanat de Djaghataï 1325–1329                  |                                                                  |                                                                  | Esen Buqa I Khan du Khanat de Djaghataï 1310–1318                                               | Esen Buqa I Khan du Khanat de Djaghataï 1310–1318                                               | Esen Buqa I Khan du Khanat de Djaghataï 1310–1318                                               | Esen Buqa I Khan du Khanat de Djaghataï 1310–1318                                               | Esen Buqa I Khan du Khanat de Djaghataï 1310–1318                                               | Esen Buqa I Khan du Khanat de Djaghataï 1310–1318                                               |                                                                                 |                                                                                 | Duwa Temür Khan du Khanat de Djaghataï 1329–1330                                | Duwa Temür Khan du Khanat de Djaghataï 1329–1330                                | Duwa Temür Khan du Khanat de Djaghataï 1329–1330                 | Duwa Temür Khan du Khanat de Djaghataï 1329–1330                 | Duwa Temür Khan du Khanat de Djaghataï 1329–1330                     | Duwa Temür Khan du Khanat de Djaghataï 1329–1330                     |                                                                      |                                                                      | Tarmachirin Khan du Khanat de Djaghataï 1330–1334                    | Tarmachirin Khan du Khanat de Djaghataï 1330–1334                    | Tarmachirin Khan du Khanat de Djaghataï 1330–1334 | Tarmachirin Khan du Khanat de Djaghataï 1330–1334 | Tarmachirin Khan du Khanat de Djaghataï 1330–1334 | Tarmachirin Khan du Khanat de Djaghataï 1330–1334 |                                                |                                                | Ebugen                                         | Ebugen                                         | Ebugen | Ebugen | Ebugen                                            | Ebugen                                            |                                                   |                                                   |                                                   |                                                   |  |  | Surguda                                             | Surguda                                             | Surguda                                             | Surguda                                             | Surguda                                             | Surguda                                             |  |  |  |  |  |  |  |  |  |  |  |  |  |  |  |  |  |  |  |  |  |  |  |  |  |  |  |  |  |  |  |  |  |  |  |  |  |  |  |  |  |  |  |  |  |  |  |  |  |  |  |  |  |  |
|                                                  |                                                  |                                                  |                                                  |                                                  |                                                  |                                                   |                                                   |                                                                                    |                                                                                    |                                                                                    |                                                                                    |                                                                                    |                                                                                    |                                                              |                                                              |                                                                                  |                                                                                  |                                                                                  |                                                                                  |                                                                                  |                                                                                  |                                                     |                                                     |                                                           |                                                           |                                                           |                                                           |                                                                  |                                                                  |                                                                  |                                                                  |                                                                                                 |                                                                                                 |                                                                                                 |                                                                                                 |                                                                                                 |                                                                                                 |                                                                                 |                                                                                 |                                                                                 |                                                                                 |                                                                  |                                                                  |                                                                      |                                                                      |                                                                      |                                                                      |                                                                      |                                                                      |                                                   |                                                   |                                                   |                                                   |                                                |                                                |                                                |                                                |        |        |                                                   |                                                   |                                                   |                                                   |                                                   |                                                   |  |  |                                                     |                                                     |                                                     |                                                     |                                                     |                                                     |  |  |  |  |  |  |  |  |  |  |  |  |  |  |  |  |  |  |  |  |  |  |  |  |  |  |  |  |  |  |  |  |  |  |  |  |  |  |  |  |  |  |  |  |  |  |  |  |  |  |  |  |  |  |
| Yasa'ur                                          | Yasa'ur                                          | Yasa'ur                                          | Yasa'ur                                          | Yasa'ur                                          | Yasa'ur                                          |                                                   |                                                   | Pulad                                                                              | Pulad                                                                              | Pulad                                                                              | Pulad                                                                              | Pulad                                                                              | Pulad                                                                              |                                                              |                                                              |                                                                                  |                                                                                  |                                                                                  |                                                                                  |                                                                                  |                                                                                  |                                                     |                                                     | Khabul Shah Khan du Khanat de Transoxiane 1364–1370       | Khabul Shah Khan du Khanat de Transoxiane 1364–1370       | Khabul Shah Khan du Khanat de Transoxiane 1364–1370       | Khabul Shah Khan du Khanat de Transoxiane 1364–1370       | Khabul Shah Khan du Khanat de Transoxiane 1364–1370              | Khabul Shah Khan du Khanat de Transoxiane 1364–1370              |                                                                  |                                                                  | Tughlugh Timur Khan du Mogholistan 1347–1363 Khan du Khanat de Djaghataï 1360–1363              | Tughlugh Timur Khan du Mogholistan 1347–1363 Khan du Khanat de Djaghataï 1360–1363              | Tughlugh Timur Khan du Mogholistan 1347–1363 Khan du Khanat de Djaghataï 1360–1363              | Tughlugh Timur Khan du Mogholistan 1347–1363 Khan du Khanat de Djaghataï 1360–1363              | Tughlugh Timur Khan du Mogholistan 1347–1363 Khan du Khanat de Djaghataï 1360–1363              | Tughlugh Timur Khan du Mogholistan 1347–1363 Khan du Khanat de Djaghataï 1360–1363              |                                                                                 |                                                                                 | Buzan Khan du Khanat de Djaghataï 1334–1335                                     | Buzan Khan du Khanat de Djaghataï 1334–1335                                     | Buzan Khan du Khanat de Djaghataï 1334–1335                      | Buzan Khan du Khanat de Djaghataï 1334–1335                      | Buzan Khan du Khanat de Djaghataï 1334–1335                          | Buzan Khan du Khanat de Djaghataï 1334–1335                          |                                                                      |                                                                      |                                                                      |                                                                      |                                                   |                                                   | Changshi Khan du Khanat de Djaghataï 1335–1338    | Changshi Khan du Khanat de Djaghataï 1335–1338    | Changshi Khan du Khanat de Djaghataï 1335–1338 | Changshi Khan du Khanat de Djaghataï 1335–1338 | Changshi Khan du Khanat de Djaghataï 1335–1338 | Changshi Khan du Khanat de Djaghataï 1335–1338 |        |        | Yesun Temür Khan du Khanat de Djaghataï 1338–1342 | Yesun Temür Khan du Khanat de Djaghataï 1338–1342 | Yesun Temür Khan du Khanat de Djaghataï 1338–1342 | Yesun Temür Khan du Khanat de Djaghataï 1338–1342 | Yesun Temür Khan du Khanat de Djaghataï 1338–1342 | Yesun Temür Khan du Khanat de Djaghataï 1338–1342 |  |  | Bouyankouli Khan du Khanat de Transoxiane 1348–1358 | Bouyankouli Khan du Khanat de Transoxiane 1348–1358 | Bouyankouli Khan du Khanat de Transoxiane 1348–1358 | Bouyankouli Khan du Khanat de Transoxiane 1348–1358 | Bouyankouli Khan du Khanat de Transoxiane 1348–1358 | Bouyankouli Khan du Khanat de Transoxiane 1348–1358 |  |  |  |  |  |  |  |  |  |  |  |  |  |  |  |  |  |  |  |  |  |  |  |  |  |  |  |  |  |  |  |  |  |  |  |  |  |  |  |  |  |  |  |  |  |  |  |  |  |  |  |  |  |  |
| Yasa'ur                                          | Yasa'ur                                          | Yasa'ur                                          | Yasa'ur                                          | Yasa'ur                                          | Yasa'ur                                          |                                                   |                                                   | Pulad                                                                              | Pulad                                                                              | Pulad                                                                              | Pulad                                                                              | Pulad                                                                              | Pulad                                                                              |                                                              |                                                              |                                                                                  |                                                                                  |                                                                                  |                                                                                  |                                                                                  |                                                                                  |                                                     |                                                     | Khabul Shah Khan du Khanat de Transoxiane 1364–1370       | Khabul Shah Khan du Khanat de Transoxiane 1364–1370       | Khabul Shah Khan du Khanat de Transoxiane 1364–1370       | Khabul Shah Khan du Khanat de Transoxiane 1364–1370       | Khabul Shah Khan du Khanat de Transoxiane 1364–1370              | Khabul Shah Khan du Khanat de Transoxiane 1364–1370              |                                                                  |                                                                  | Tughlugh Timur Khan du Mogholistan 1347–1363 Khan du Khanat de Djaghataï 1360–1363              | Tughlugh Timur Khan du Mogholistan 1347–1363 Khan du Khanat de Djaghataï 1360–1363              | Tughlugh Timur Khan du Mogholistan 1347–1363 Khan du Khanat de Djaghataï 1360–1363              | Tughlugh Timur Khan du Mogholistan 1347–1363 Khan du Khanat de Djaghataï 1360–1363              | Tughlugh Timur Khan du Mogholistan 1347–1363 Khan du Khanat de Djaghataï 1360–1363              | Tughlugh Timur Khan du Mogholistan 1347–1363 Khan du Khanat de Djaghataï 1360–1363              |                                                                                 |                                                                                 | Buzan Khan du Khanat de Djaghataï 1334–1335                                     | Buzan Khan du Khanat de Djaghataï 1334–1335                                     | Buzan Khan du Khanat de Djaghataï 1334–1335                      | Buzan Khan du Khanat de Djaghataï 1334–1335                      | Buzan Khan du Khanat de Djaghataï 1334–1335                          | Buzan Khan du Khanat de Djaghataï 1334–1335                          |                                                                      |                                                                      |                                                                      |                                                                      |                                                   |                                                   | Changshi Khan du Khanat de Djaghataï 1335–1338    | Changshi Khan du Khanat de Djaghataï 1335–1338    | Changshi Khan du Khanat de Djaghataï 1335–1338 | Changshi Khan du Khanat de Djaghataï 1335–1338 | Changshi Khan du Khanat de Djaghataï 1335–1338 | Changshi Khan du Khanat de Djaghataï 1335–1338 |        |        | Yesun Temür Khan du Khanat de Djaghataï 1338–1342 | Yesun Temür Khan du Khanat de Djaghataï 1338–1342 | Yesun Temür Khan du Khanat de Djaghataï 1338–1342 | Yesun Temür Khan du Khanat de Djaghataï 1338–1342 | Yesun Temür Khan du Khanat de Djaghataï 1338–1342 | Yesun Temür Khan du Khanat de Djaghataï 1338–1342 |  |  | Bouyankouli Khan du Khanat de Transoxiane 1348–1358 | Bouyankouli Khan du Khanat de Transoxiane 1348–1358 | Bouyankouli Khan du Khanat de Transoxiane 1348–1358 | Bouyankouli Khan du Khanat de Transoxiane 1348–1358 | Bouyankouli Khan du Khanat de Transoxiane 1348–1358 | Bouyankouli Khan du Khanat de Transoxiane 1348–1358 |  |  |  |  |  |  |  |  |  |  |  |  |  |  |  |  |  |  |  |  |  |  |  |  |  |  |  |  |  |  |  |  |  |  |  |  |  |  |  |  |  |  |  |  |  |  |  |  |  |  |  |  |  |  |
|                                                  |                                                  |                                                  |                                                  |                                                  |                                                  |                                                   |                                                   |                                                                                    |                                                                                    |                                                                                    |                                                                                    |                                                                                    |                                                                                    |                                                              |                                                              |                                                                                  |                                                                                  |                                                                                  |                                                                                  |                                                                                  |                                                                                  |                                                     |                                                     |                                                           |                                                           |                                                           |                                                           |                                                                  |                                                                  |                                                                  |                                                                  |                                                                                                 |                                                                                                 |                                                                                                 |                                                                                                 |                                                                                                 |                                                                                                 |                                                                                 |                                                                                 |                                                                                 |                                                                                 |                                                                  |                                                                  |                                                                      |                                                                      |                                                                      |                                                                      |                                                                      |                                                                      |                                                   |                                                   |                                                   |                                                   |                                                |                                                |                                                |                                                |        |        |                                                   |                                                   |                                                   |                                                   |                                                   |                                                   |  |  |                                                     |                                                     |                                                     |                                                     |                                                     |                                                     |  |  |  |  |  |  |  |  |  |  |  |  |  |  |  |  |  |  |  |  |  |  |  |  |  |  |  |  |  |  |  |  |  |  |  |  |  |  |  |  |  |  |  |  |  |  |  |  |  |  |  |  |  |  |
| Qazan Khan Khan du Khanat de Djaghataï 1343–1346 | Qazan Khan Khan du Khanat de Djaghataï 1343–1346 | Qazan Khan Khan du Khanat de Djaghataï 1343–1346 | Qazan Khan Khan du Khanat de Djaghataï 1343–1346 | Qazan Khan Khan du Khanat de Djaghataï 1343–1346 | Qazan Khan Khan du Khanat de Djaghataï 1343–1346 |                                                   |                                                   | Mohammed I Khan du Khanat de Djaghataï 1342–1343                                   | Mohammed I Khan du Khanat de Djaghataï 1342–1343                                   | Mohammed I Khan du Khanat de Djaghataï 1342–1343                                   | Mohammed I Khan du Khanat de Djaghataï 1342–1343                                   | Mohammed I Khan du Khanat de Djaghataï 1342–1343                                   | Mohammed I Khan du Khanat de Djaghataï 1342–1343                                   |                                                              |                                                              |                                                                                  |                                                                                  |                                                                                  |                                                                                  |                                                                                  |                                                                                  |                                                     |                                                     |                                                           |                                                           |                                                           |                                                           | Ilyas Khoja Khan du Mogholistan 1363–1368                        | Ilyas Khoja Khan du Mogholistan 1363–1368                        | Ilyas Khoja Khan du Mogholistan 1363–1368                        | Ilyas Khoja Khan du Mogholistan 1363–1368                        | Ilyas Khoja Khan du Mogholistan 1363–1368                                                       | Ilyas Khoja Khan du Mogholistan 1363–1368                                                       |                                                                                                 |                                                                                                 | Khizr Khoja Khan du Mogholistan 1389–1399                                                       | Khizr Khoja Khan du Mogholistan 1389–1399                                                       | Khizr Khoja Khan du Mogholistan 1389–1399                                       | Khizr Khoja Khan du Mogholistan 1389–1399                                       | Khizr Khoja Khan du Mogholistan 1389–1399                                       | Khizr Khoja Khan du Mogholistan 1389–1399                                       |                                                                  |                                                                  |                                                                      |                                                                      |                                                                      |                                                                      |                                                                      |                                                                      |                                                   |                                                   |                                                   |                                                   |                                                |                                                |                                                |                                                |        |        | Shah Temur Khan du Khanat de Transoxiane 1358     | Shah Temur Khan du Khanat de Transoxiane 1358     | Shah Temur Khan du Khanat de Transoxiane 1358     | Shah Temur Khan du Khanat de Transoxiane 1358     | Shah Temur Khan du Khanat de Transoxiane 1358     | Shah Temur Khan du Khanat de Transoxiane 1358     |  |  |                                                     |                                                     |                                                     |                                                     |                                                     |                                                     |  |  |  |  |  |  |  |  |  |  |  |  |  |  |  |  |  |  |  |  |  |  |  |  |  |  |  |  |  |  |  |  |  |  |  |  |  |  |  |  |  |  |  |  |  |  |  |  |  |  |  |  |  |  |
| Qazan Khan Khan du Khanat de Djaghataï 1343–1346 | Qazan Khan Khan du Khanat de Djaghataï 1343–1346 | Qazan Khan Khan du Khanat de Djaghataï 1343–1346 | Qazan Khan Khan du Khanat de Djaghataï 1343–1346 | Qazan Khan Khan du Khanat de Djaghataï 1343–1346 | Qazan Khan Khan du Khanat de Djaghataï 1343–1346 |                                                   |                                                   | Mohammed I Khan du Khanat de Djaghataï 1342–1343                                   | Mohammed I Khan du Khanat de Djaghataï 1342–1343                                   | Mohammed I Khan du Khanat de Djaghataï 1342–1343                                   | Mohammed I Khan du Khanat de Djaghataï 1342–1343                                   | Mohammed I Khan du Khanat de Djaghataï 1342–1343                                   | Mohammed I Khan du Khanat de Djaghataï 1342–1343                                   |                                                              |                                                              |                                                                                  |                                                                                  |                                                                                  |                                                                                  |                                                                                  |                                                                                  |                                                     |                                                     |                                                           |                                                           |                                                           |                                                           | Ilyas Khoja Khan du Mogholistan 1363–1368                        | Ilyas Khoja Khan du Mogholistan 1363–1368                        | Ilyas Khoja Khan du Mogholistan 1363–1368                        | Ilyas Khoja Khan du Mogholistan 1363–1368                        | Ilyas Khoja Khan du Mogholistan 1363–1368                                                       | Ilyas Khoja Khan du Mogholistan 1363–1368                                                       |                                                                                                 |                                                                                                 | Khizr Khoja Khan du Mogholistan 1389–1399                                                       | Khizr Khoja Khan du Mogholistan 1389–1399                                                       | Khizr Khoja Khan du Mogholistan 1389–1399                                       | Khizr Khoja Khan du Mogholistan 1389–1399                                       | Khizr Khoja Khan du Mogholistan 1389–1399                                       | Khizr Khoja Khan du Mogholistan 1389–1399                                       |                                                                  |                                                                  |                                                                      |                                                                      |                                                                      |                                                                      |                                                                      |                                                                      |                                                   |                                                   |                                                   |                                                   |                                                |                                                |                                                |                                                |        |        | Shah Temur Khan du Khanat de Transoxiane 1358     | Shah Temur Khan du Khanat de Transoxiane 1358     | Shah Temur Khan du Khanat de Transoxiane 1358     | Shah Temur Khan du Khanat de Transoxiane 1358     | Shah Temur Khan du Khanat de Transoxiane 1358     | Shah Temur Khan du Khanat de Transoxiane 1358     |  |  |                                                     |                                                     |                                                     |                                                     |                                                     |                                                     |  |  |  |  |  |  |  |  |  |  |  |  |  |  |  |  |  |  |  |  |  |  |  |  |  |  |  |  |  |  |  |  |  |  |  |  |  |  |  |  |  |  |  |  |  |  |  |  |  |  |  |  |  |  |
|                                                  |                                                  |                                                  |                                                  |                                                  |                                                  |                                                   |                                                   |                                                                                    |                                                                                    |                                                                                    |                                                                                    |                                                                                    |                                                                                    |                                                              |                                                              |                                                                                  |                                                                                  |                                                                                  |                                                                                  |                                                                                  |                                                                                  |                                                     |                                                     |                                                           |                                                           |                                                           |                                                           |                                                                  |                                                                  |                                                                  |                                                                  |                                                                                                 |                                                                                                 |                                                                                                 |                                                                                                 |                                                                                                 |                                                                                                 |                                                                                 |                                                                                 |                                                                                 |                                                                                 |                                                                  |                                                                  |                                                                      |                                                                      |                                                                      |                                                                      |                                                                      |                                                                      |                                                   |                                                   |                                                   |                                                   |                                                |                                                |                                                |                                                |        |        |                                                   |                                                   |                                                   |                                                   |                                                   |                                                   |  |  |                                                     |                                                     |                                                     |                                                     |                                                     |                                                     |  |  |  |  |  |  |  |  |  |  |  |  |  |  |  |  |  |  |  |  |  |  |  |  |  |  |  |  |  |  |  |  |  |  |  |  |  |  |  |  |  |  |  |  |  |  |  |  |  |  |  |  |  |  |
|                                                  |                                                  |                                                  |                                                  |                                                  |                                                  |                                                   |                                                   | Adil Sultan Khan du Khanat de Transoxiane 1363                                     | Adil Sultan Khan du Khanat de Transoxiane 1363                                     | Adil Sultan Khan du Khanat de Transoxiane 1363                                     | Adil Sultan Khan du Khanat de Transoxiane 1363                                     | Adil Sultan Khan du Khanat de Transoxiane 1363                                     | Adil Sultan Khan du Khanat de Transoxiane 1363                                     |                                                              |                                                              |                                                                                  |                                                                                  |                                                                                  |                                                                                  |                                                                                  |                                                                                  |                                                     |                                                     |                                                           |                                                           |                                                           |                                                           |                                                                  |                                                                  |                                                                  |                                                                  | Shams-i-Jahan Khan du Mogholistan 1399–1408                                                     | Shams-i-Jahan Khan du Mogholistan 1399–1408                                                     | Shams-i-Jahan Khan du Mogholistan 1399–1408                                                     | Shams-i-Jahan Khan du Mogholistan 1399–1408                                                     | Shams-i-Jahan Khan du Mogholistan 1399–1408                                                     | Shams-i-Jahan Khan du Mogholistan 1399–1408                                                     |                                                                                 |                                                                                 | Mohammed II Khan du Mogholistan 1408–1415                                       | Mohammed II Khan du Mogholistan 1408–1415                                       | Mohammed II Khan du Mogholistan 1408–1415                        | Mohammed II Khan du Mogholistan 1408–1415                        | Mohammed II Khan du Mogholistan 1408–1415                            | Mohammed II Khan du Mogholistan 1408–1415                            |                                                                      |                                                                      |                                                                      |                                                                      |                                                   |                                                   |                                                   |                                                   |                                                |                                                |                                                |                                                |        |        |                                                   |                                                   |                                                   |                                                   |                                                   |                                                   |  |  |                                                     |                                                     |                                                     |                                                     |                                                     |                                                     |  |  |  |  |  |  |  |  |  |  |  |  |  |  |  |  |  |  |  |  |  |  |  |  |  |  |  |  |  |  |  |  |  |  |  |  |  |  |  |  |  |  |  |  |  |  |  |  |  |  |  |  |  |  |
|                                                  |                                                  |                                                  |                                                  |                                                  |                                                  |                                                   |                                                   | Adil Sultan Khan du Khanat de Transoxiane 1363                                     | Adil Sultan Khan du Khanat de Transoxiane 1363                                     | Adil Sultan Khan du Khanat de Transoxiane 1363                                     | Adil Sultan Khan du Khanat de Transoxiane 1363                                     | Adil Sultan Khan du Khanat de Transoxiane 1363                                     | Adil Sultan Khan du Khanat de Transoxiane 1363                                     |                                                              |                                                              |                                                                                  |                                                                                  |                                                                                  |                                                                                  |                                                                                  |                                                                                  |                                                     |                                                     |                                                           |                                                           |                                                           |                                                           |                                                                  |                                                                  |                                                                  |                                                                  | Shams-i-Jahan Khan du Mogholistan 1399–1408                                                     | Shams-i-Jahan Khan du Mogholistan 1399–1408                                                     | Shams-i-Jahan Khan du Mogholistan 1399–1408                                                     | Shams-i-Jahan Khan du Mogholistan 1399–1408                                                     | Shams-i-Jahan Khan du Mogholistan 1399–1408                                                     | Shams-i-Jahan Khan du Mogholistan 1399–1408                                                     |                                                                                 |                                                                                 | Mohammed II Khan du Mogholistan 1408–1415                                       | Mohammed II Khan du Mogholistan 1408–1415                                       | Mohammed II Khan du Mogholistan 1408–1415                        | Mohammed II Khan du Mogholistan 1408–1415                        | Mohammed II Khan du Mogholistan 1408–1415                            | Mohammed II Khan du Mogholistan 1408–1415                            |                                                                      |                                                                      |                                                                      |                                                                      |                                                   |                                                   |                                                   |                                                   |                                                |                                                |                                                |                                                |        |        |                                                   |                                                   |                                                   |                                                   |                                                   |                                                   |  |  |                                                     |                                                     |                                                     |                                                     |                                                     |                                                     |  |  |  |  |  |  |  |  |  |  |  |  |  |  |  |  |  |  |  |  |  |  |  |  |  |  |  |  |  |  |  |  |  |  |  |  |  |  |  |  |  |  |  |  |  |  |  |  |  |  |  |  |  |  |
|                                                  |                                                  |                                                  |                                                  |                                                  |                                                  |                                                   |                                                   |                                                                                    |                                                                                    |                                                                                    |                                                                                    |                                                                                    |                                                                                    |                                                              |                                                              |                                                                                  |                                                                                  |                                                                                  |                                                                                  |                                                                                  |                                                                                  |                                                     |                                                     |                                                           |                                                           |                                                           |                                                           |                                                                  |                                                                  |                                                                  |                                                                  |                                                                                                 |                                                                                                 |                                                                                                 |                                                                                                 |                                                                                                 |                                                                                                 |                                                                                 |                                                                                 |                                                                                 |                                                                                 |                                                                  |                                                                  |                                                                      |                                                                      |                                                                      |                                                                      |                                                                      |                                                                      |                                                   |                                                   |                                                   |                                                   |                                                |                                                |                                                |                                                |        |        |                                                   |                                                   |                                                   |                                                   |                                                   |                                                   |  |  |                                                     |                                                     |                                                     |                                                     |                                                     |                                                     |  |  |  |  |  |  |  |  |  |  |  |  |  |  |  |  |  |  |  |  |  |  |  |  |  |  |  |  |  |  |  |  |  |  |  |  |  |  |  |  |  |  |  |  |  |  |  |  |  |  |  |  |  |  |
|                                                  |                                                  |                                                  |                                                  |                                                  |                                                  |                                                   |                                                   |                                                                                    |                                                                                    |                                                                                    |                                                                                    |                                                                                    |                                                                                    |                                                              |                                                              |                                                                                  |                                                                                  |                                                                                  |                                                                                  |                                                                                  |                                                                                  |                                                     |                                                     |                                                           |                                                           |                                                           |                                                           |                                                                  |                                                                  |                                                                  |                                                                  | Naqsh-i-Jahan Khan du Mogholistan 1415–1418                                                     | Naqsh-i-Jahan Khan du Mogholistan 1415–1418                                                     | Naqsh-i-Jahan Khan du Mogholistan 1415–1418                                                     | Naqsh-i-Jahan Khan du Mogholistan 1415–1418                                                     | Naqsh-i-Jahan Khan du Mogholistan 1415–1418                                                     | Naqsh-i-Jahan Khan du Mogholistan 1415–1418                                                     |                                                                                 |                                                                                 | Shir Ali Oglan                                                                  | Shir Ali Oglan                                                                  | Shir Ali Oglan                                                   | Shir Ali Oglan                                                   | Shir Ali Oglan                                                       | Shir Ali Oglan                                                       |                                                                      |                                                                      | Sher Mohammed Khan du Mogholistan 1421–1425                          | Sher Mohammed Khan du Mogholistan 1421–1425                          | Sher Mohammed Khan du Mogholistan 1421–1425       | Sher Mohammed Khan du Mogholistan 1421–1425       | Sher Mohammed Khan du Mogholistan 1421–1425       | Sher Mohammed Khan du Mogholistan 1421–1425       |                                                |                                                |                                                |                                                |        |        |                                                   |                                                   |                                                   |                                                   |                                                   |                                                   |  |  |                                                     |                                                     |                                                     |                                                     |                                                     |                                                     |  |  |  |  |  |  |  |  |  |  |  |  |  |  |  |  |  |  |  |  |  |  |  |  |  |  |  |  |  |  |  |  |  |  |  |  |  |  |  |  |  |  |  |  |  |  |  |  |  |  |  |  |  |  |
|                                                  |                                                  |                                                  |                                                  |                                                  |                                                  |                                                   |                                                   |                                                                                    |                                                                                    |                                                                                    |                                                                                    |                                                                                    |                                                                                    |                                                              |                                                              |                                                                                  |                                                                                  |                                                                                  |                                                                                  |                                                                                  |                                                                                  |                                                     |                                                     |                                                           |                                                           |                                                           |                                                           |                                                                  |                                                                  |                                                                  |                                                                  | Naqsh-i-Jahan Khan du Mogholistan 1415–1418                                                     | Naqsh-i-Jahan Khan du Mogholistan 1415–1418                                                     | Naqsh-i-Jahan Khan du Mogholistan 1415–1418                                                     | Naqsh-i-Jahan Khan du Mogholistan 1415–1418                                                     | Naqsh-i-Jahan Khan du Mogholistan 1415–1418                                                     | Naqsh-i-Jahan Khan du Mogholistan 1415–1418                                                     |                                                                                 |                                                                                 | Shir Ali Oglan                                                                  | Shir Ali Oglan                                                                  | Shir Ali Oglan                                                   | Shir Ali Oglan                                                   | Shir Ali Oglan                                                       | Shir Ali Oglan                                                       |                                                                      |                                                                      | Sher Mohammed Khan du Mogholistan 1421–1425                          | Sher Mohammed Khan du Mogholistan 1421–1425                          | Sher Mohammed Khan du Mogholistan 1421–1425       | Sher Mohammed Khan du Mogholistan 1421–1425       | Sher Mohammed Khan du Mogholistan 1421–1425       | Sher Mohammed Khan du Mogholistan 1421–1425       |                                                |                                                |                                                |                                                |        |        |                                                   |                                                   |                                                   |                                                   |                                                   |                                                   |  |  |                                                     |                                                     |                                                     |                                                     |                                                     |                                                     |  |  |  |  |  |  |  |  |  |  |  |  |  |  |  |  |  |  |  |  |  |  |  |  |  |  |  |  |  |  |  |  |  |  |  |  |  |  |  |  |  |  |  |  |  |  |  |  |  |  |  |  |  |  |
|                                                  |                                                  |                                                  |                                                  |                                                  |                                                  |                                                   |                                                   |                                                                                    |                                                                                    |                                                                                    |                                                                                    |                                                                                    |                                                                                    |                                                              |                                                              |                                                                                  |                                                                                  |                                                                                  |                                                                                  |                                                                                  |                                                                                  |                                                     |                                                     |                                                           |                                                           |                                                           |                                                           |                                                                  |                                                                  |                                                                  |                                                                  |                                                                                                 |                                                                                                 |                                                                                                 |                                                                                                 |                                                                                                 |                                                                                                 |                                                                                 |                                                                                 | Uwais Khan Khan du Mogholistan Premier Règne 1418–1421 Second Règne 1425–1429   |                                                                                 |                                                                  |                                                                  |                                                                      |                                                                      |                                                                      |                                                                      |                                                                      |                                                                      |                                                   |                                                   |                                                   |                                                   |                                                |                                                |                                                |                                                |        |        |                                                   |                                                   |                                                   |                                                   |                                                   |                                                   |  |  |                                                     |                                                     |                                                     |                                                     |                                                     |                                                     |  |  |  |  |  |  |  |  |  |  |  |  |  |  |  |  |  |  |  |  |  |  |  |  |  |  |  |  |  |  |  |  |  |  |  |  |  |  |  |  |  |  |  |  |  |  |  |  |  |  |  |  |  |  |
|                                                  |                                                  |                                                  |                                                  |                                                  |                                                  |                                                   |                                                   |                                                                                    |                                                                                    |                                                                                    |                                                                                    |                                                                                    |                                                                                    |                                                              |                                                              |                                                                                  |                                                                                  |                                                                                  |                                                                                  |                                                                                  |                                                                                  |                                                     |                                                     |                                                           |                                                           |                                                           |                                                           |                                                                  |                                                                  |                                                                  |                                                                  |                                                                                                 |                                                                                                 |                                                                                                 |                                                                                                 |                                                                                                 |                                                                                                 |                                                                                 |                                                                                 |                                                                                 |                                                                                 |                                                                  |                                                                  |                                                                      |                                                                      |                                                                      |                                                                      |                                                                      |                                                                      |                                                   |                                                   |                                                   |                                                   |                                                |                                                |                                                |                                                |        |        |                                                   |                                                   |                                                   |                                                   |                                                   |                                                   |  |  |                                                     |                                                     |                                                     |                                                     |                                                     |                                                     |  |  |  |  |  |  |  |  |  |  |  |  |  |  |  |  |  |  |  |  |  |  |  |  |  |  |  |  |  |  |  |  |  |  |  |  |  |  |  |  |  |  |  |  |  |  |  |  |  |  |  |  |  |  |
|                                                  |                                                  |                                                  |                                                  |                                                  |                                                  |                                                   |                                                   |                                                                                    |                                                                                    |                                                                                    |                                                                                    |                                                                                    |                                                                                    |                                                              |                                                              |                                                                                  |                                                                                  |                                                                                  |                                                                                  |                                                                                  |                                                                                  |                                                     |                                                     |                                                           |                                                           |                                                           |                                                           |                                                                  |                                                                  |                                                                  |                                                                  |                                                                                                 |                                                                                                 |                                                                                                 |                                                                                                 |                                                                                                 |                                                                                                 |                                                                                 |                                                                                 |                                                                                 |                                                                                 |                                                                  |                                                                  |                                                                      |                                                                      |                                                                      |                                                                      |                                                                      |                                                                      |                                                   |                                                   |                                                   |                                                   |                                                |                                                |                                                |                                                |        |        |                                                   |                                                   |                                                   |                                                   |                                                   |                                                   |  |  |                                                     |                                                     |                                                     |                                                     |                                                     |                                                     |  |  |  |  |  |  |  |  |  |  |  |  |  |  |  |  |  |  |  |  |  |  |  |  |  |  |  |  |  |  |  |  |  |  |  |  |  |  |  |  |  |  |  |  |  |  |  |  |  |  |  |  |  |  |
|                                                  |                                                  |                                                  |                                                  |                                                  |                                                  |                                                   |                                                   |                                                                                    |                                                                                    |                                                                                    |                                                                                    |                                                                                    |                                                                                    |                                                              |                                                              |                                                                                  |                                                                                  |                                                                                  |                                                                                  |                                                                                  |                                                                                  |                                                     |                                                     |                                                           |                                                           |                                                           |                                                           |                                                                  |                                                                  |                                                                  |                                                                  |                                                                                                 |                                                                                                 |                                                                                                 |                                                                                                 | Yunus Khan Khan du Mogholistan de l'Est 1462–1487 Khan du Mogholistan 1469–1487                 | Yunus Khan Khan du Mogholistan de l'Est 1462–1487 Khan du Mogholistan 1469–1487                 | Yunus Khan Khan du Mogholistan de l'Est 1462–1487 Khan du Mogholistan 1469–1487 | Yunus Khan Khan du Mogholistan de l'Est 1462–1487 Khan du Mogholistan 1469–1487 | Yunus Khan Khan du Mogholistan de l'Est 1462–1487 Khan du Mogholistan 1469–1487 | Yunus Khan Khan du Mogholistan de l'Est 1462–1487 Khan du Mogholistan 1469–1487 |                                                                  |                                                                  | Esen Buqa II Khan du Mogholistan 1429–1462                           | Esen Buqa II Khan du Mogholistan 1429–1462                           | Esen Buqa II Khan du Mogholistan 1429–1462                           | Esen Buqa II Khan du Mogholistan 1429–1462                           | Esen Buqa II Khan du Mogholistan 1429–1462                           | Esen Buqa II Khan du Mogholistan 1429–1462                           |                                                   |                                                   |                                                   |                                                   |                                                |                                                |                                                |                                                |        |        |                                                   |                                                   |                                                   |                                                   |                                                   |                                                   |  |  |                                                     |                                                     |                                                     |                                                     |                                                     |                                                     |  |  |  |  |  |  |  |  |  |  |  |  |  |  |  |  |  |  |  |  |  |  |  |  |  |  |  |  |  |  |  |  |  |  |  |  |  |  |  |  |  |  |  |  |  |  |  |  |  |  |  |  |  |  |
|                                                  |                                                  |                                                  |                                                  |                                                  |                                                  |                                                   |                                                   |                                                                                    |                                                                                    |                                                                                    |                                                                                    |                                                                                    |                                                                                    |                                                              |                                                              |                                                                                  |                                                                                  |                                                                                  |                                                                                  |                                                                                  |                                                                                  |                                                     |                                                     |                                                           |                                                           |                                                           |                                                           |                                                                  |                                                                  |                                                                  |                                                                  |                                                                                                 |                                                                                                 |                                                                                                 |                                                                                                 | Yunus Khan Khan du Mogholistan de l'Est 1462–1487 Khan du Mogholistan 1469–1487                 | Yunus Khan Khan du Mogholistan de l'Est 1462–1487 Khan du Mogholistan 1469–1487                 | Yunus Khan Khan du Mogholistan de l'Est 1462–1487 Khan du Mogholistan 1469–1487 | Yunus Khan Khan du Mogholistan de l'Est 1462–1487 Khan du Mogholistan 1469–1487 | Yunus Khan Khan du Mogholistan de l'Est 1462–1487 Khan du Mogholistan 1469–1487 | Yunus Khan Khan du Mogholistan de l'Est 1462–1487 Khan du Mogholistan 1469–1487 |                                                                  |                                                                  | Esen Buqa II Khan du Mogholistan 1429–1462                           | Esen Buqa II Khan du Mogholistan 1429–1462                           | Esen Buqa II Khan du Mogholistan 1429–1462                           | Esen Buqa II Khan du Mogholistan 1429–1462                           | Esen Buqa II Khan du Mogholistan 1429–1462                           | Esen Buqa II Khan du Mogholistan 1429–1462                           |                                                   |                                                   |                                                   |                                                   |                                                |                                                |                                                |                                                |        |        |                                                   |                                                   |                                                   |                                                   |                                                   |                                                   |  |  |                                                     |                                                     |                                                     |                                                     |                                                     |                                                     |  |  |  |  |  |  |  |  |  |  |  |  |  |  |  |  |  |  |  |  |  |  |  |  |  |  |  |  |  |  |  |  |  |  |  |  |  |  |  |  |  |  |  |  |  |  |  |  |  |  |  |  |  |  |
|                                                  |                                                  |                                                  |                                                  |                                                  |                                                  |                                                   |                                                   |                                                                                    |                                                                                    |                                                                                    |                                                                                    |                                                                                    |                                                                                    |                                                              |                                                              |                                                                                  |                                                                                  |                                                                                  |                                                                                  |                                                                                  |                                                                                  |                                                     |                                                     |                                                           |                                                           |                                                           |                                                           |                                                                  |                                                                  |                                                                  |                                                                  |                                                                                                 |                                                                                                 |                                                                                                 |                                                                                                 |                                                                                                 |                                                                                                 |                                                                                 |                                                                                 |                                                                                 |                                                                                 |                                                                  |                                                                  |                                                                      |                                                                      |                                                                      |                                                                      |                                                                      |                                                                      |                                                   |                                                   |                                                   |                                                   |                                                |                                                |                                                |                                                |        |        |                                                   |                                                   |                                                   |                                                   |                                                   |                                                   |  |  |                                                     |                                                     |                                                     |                                                     |                                                     |                                                     |  |  |  |  |  |  |  |  |  |  |  |  |  |  |  |  |  |  |  |  |  |  |  |  |  |  |  |  |  |  |  |  |  |  |  |  |  |  |  |  |  |  |  |  |  |  |  |  |  |  |  |  |  |  |
|                                                  |                                                  |                                                  |                                                  |                                                  |                                                  |                                                   |                                                   |                                                                                    |                                                                                    |                                                                                    |                                                                                    |                                                                                    |                                                                                    |                                                              |                                                              |                                                                                  |                                                                                  |                                                                                  |                                                                                  |                                                                                  |                                                                                  |                                                     |                                                     |                                                           |                                                           |                                                           |                                                           | Ahmad Alaq Khan du Ouïghourstan (Mogholistan de l'Est) 1487–1503 | Ahmad Alaq Khan du Ouïghourstan (Mogholistan de l'Est) 1487–1503 | Ahmad Alaq Khan du Ouïghourstan (Mogholistan de l'Est) 1487–1503 | Ahmad Alaq Khan du Ouïghourstan (Mogholistan de l'Est) 1487–1503 | Ahmad Alaq Khan du Ouïghourstan (Mogholistan de l'Est) 1487–1503                                | Ahmad Alaq Khan du Ouïghourstan (Mogholistan de l'Est) 1487–1503                                |                                                                                                 |                                                                                                 | Mahmud Khan Khan du Mogholistan de l'Ouest 1487–1508                                            | Mahmud Khan Khan du Mogholistan de l'Ouest 1487–1508                                            | Mahmud Khan Khan du Mogholistan de l'Ouest 1487–1508                            | Mahmud Khan Khan du Mogholistan de l'Ouest 1487–1508                            | Mahmud Khan Khan du Mogholistan de l'Ouest 1487–1508                            | Mahmud Khan Khan du Mogholistan de l'Ouest 1487–1508                            |                                                                  |                                                                  | Dost Mohammed Khan du Ouïghourstan (Mogholistan de l'Est) 1462–1468  | Dost Mohammed Khan du Ouïghourstan (Mogholistan de l'Est) 1462–1468  | Dost Mohammed Khan du Ouïghourstan (Mogholistan de l'Est) 1462–1468  | Dost Mohammed Khan du Ouïghourstan (Mogholistan de l'Est) 1462–1468  | Dost Mohammed Khan du Ouïghourstan (Mogholistan de l'Est) 1462–1468  | Dost Mohammed Khan du Ouïghourstan (Mogholistan de l'Est) 1462–1468  |                                                   |                                                   |                                                   |                                                   |                                                |                                                |                                                |                                                |        |        |                                                   |                                                   |                                                   |                                                   |                                                   |                                                   |  |  |                                                     |                                                     |                                                     |                                                     |                                                     |                                                     |  |  |  |  |  |  |  |  |  |  |  |  |  |  |  |  |  |  |  |  |  |  |  |  |  |  |  |  |  |  |  |  |  |  |  |  |  |  |  |  |  |  |  |  |  |  |  |  |  |  |  |  |  |  |
|                                                  |                                                  |                                                  |                                                  |                                                  |                                                  |                                                   |                                                   |                                                                                    |                                                                                    |                                                                                    |                                                                                    |                                                                                    |                                                                                    |                                                              |                                                              |                                                                                  |                                                                                  |                                                                                  |                                                                                  |                                                                                  |                                                                                  |                                                     |                                                     |                                                           |                                                           |                                                           |                                                           | Ahmad Alaq Khan du Ouïghourstan (Mogholistan de l'Est) 1487–1503 | Ahmad Alaq Khan du Ouïghourstan (Mogholistan de l'Est) 1487–1503 | Ahmad Alaq Khan du Ouïghourstan (Mogholistan de l'Est) 1487–1503 | Ahmad Alaq Khan du Ouïghourstan (Mogholistan de l'Est) 1487–1503 | Ahmad Alaq Khan du Ouïghourstan (Mogholistan de l'Est) 1487–1503                                | Ahmad Alaq Khan du Ouïghourstan (Mogholistan de l'Est) 1487–1503                                |                                                                                                 |                                                                                                 | Mahmud Khan Khan du Mogholistan de l'Ouest 1487–1508                                            | Mahmud Khan Khan du Mogholistan de l'Ouest 1487–1508                                            | Mahmud Khan Khan du Mogholistan de l'Ouest 1487–1508                            | Mahmud Khan Khan du Mogholistan de l'Ouest 1487–1508                            | Mahmud Khan Khan du Mogholistan de l'Ouest 1487–1508                            | Mahmud Khan Khan du Mogholistan de l'Ouest 1487–1508                            |                                                                  |                                                                  | Dost Mohammed Khan du Ouïghourstan (Mogholistan de l'Est) 1462–1468  | Dost Mohammed Khan du Ouïghourstan (Mogholistan de l'Est) 1462–1468  | Dost Mohammed Khan du Ouïghourstan (Mogholistan de l'Est) 1462–1468  | Dost Mohammed Khan du Ouïghourstan (Mogholistan de l'Est) 1462–1468  | Dost Mohammed Khan du Ouïghourstan (Mogholistan de l'Est) 1462–1468  | Dost Mohammed Khan du Ouïghourstan (Mogholistan de l'Est) 1462–1468  |                                                   |                                                   |                                                   |                                                   |                                                |                                                |                                                |                                                |        |        |                                                   |                                                   |                                                   |                                                   |                                                   |                                                   |  |  |                                                     |                                                     |                                                     |                                                     |                                                     |                                                     |  |  |  |  |  |  |  |  |  |  |  |  |  |  |  |  |  |  |  |  |  |  |  |  |  |  |  |  |  |  |  |  |  |  |  |  |  |  |  |  |  |  |  |  |  |  |  |  |  |  |  |  |  |  |
|                                                  |                                                  |                                                  |                                                  |                                                  |                                                  |                                                   |                                                   |                                                                                    |                                                                                    |                                                                                    |                                                                                    |                                                                                    |                                                                                    |                                                              |                                                              |                                                                                  |                                                                                  |                                                                                  |                                                                                  |                                                                                  |                                                                                  |                                                     |                                                     |                                                           |                                                           |                                                           |                                                           |                                                                  |                                                                  |                                                                  |                                                                  |                                                                                                 |                                                                                                 |                                                                                                 |                                                                                                 |                                                                                                 |                                                                                                 |                                                                                 |                                                                                 |                                                                                 |                                                                                 |                                                                  |                                                                  |                                                                      |                                                                      |                                                                      |                                                                      |                                                                      |                                                                      |                                                   |                                                   |                                                   |                                                   |                                                |                                                |                                                |                                                |        |        |                                                   |                                                   |                                                   |                                                   |                                                   |                                                   |  |  |                                                     |                                                     |                                                     |                                                     |                                                     |                                                     |  |  |  |  |  |  |  |  |  |  |  |  |  |  |  |  |  |  |  |  |  |  |  |  |  |  |  |  |  |  |  |  |  |  |  |  |  |  |  |  |  |  |  |  |  |  |  |  |  |  |  |  |  |  |
|                                                  |                                                  |                                                  |                                                  |                                                  |                                                  |                                                   |                                                   |                                                                                    |                                                                                    |                                                                                    |                                                                                    |                                                                                    |                                                                                    |                                                              |                                                              |                                                                                  |                                                                                  |                                                                                  |                                                                                  |                                                                                  |                                                                                  |                                                     |                                                     | Sultan Saïd Khan Khan du Mogholistan de l'Ouest 1514–1533 | Sultan Saïd Khan Khan du Mogholistan de l'Ouest 1514–1533 | Sultan Saïd Khan Khan du Mogholistan de l'Ouest 1514–1533 | Sultan Saïd Khan Khan du Mogholistan de l'Ouest 1514–1533 | Sultan Saïd Khan Khan du Mogholistan de l'Ouest 1514–1533        | Sultan Saïd Khan Khan du Mogholistan de l'Ouest 1514–1533        |                                                                  |                                                                  | Mansur Khan Khan du Ouïghourstan (Mogholistan de l'Est) 1503–1543 Khan du Mogholistan 1508–1514 | Mansur Khan Khan du Ouïghourstan (Mogholistan de l'Est) 1503–1543 Khan du Mogholistan 1508–1514 | Mansur Khan Khan du Ouïghourstan (Mogholistan de l'Est) 1503–1543 Khan du Mogholistan 1508–1514 | Mansur Khan Khan du Ouïghourstan (Mogholistan de l'Est) 1503–1543 Khan du Mogholistan 1508–1514 | Mansur Khan Khan du Ouïghourstan (Mogholistan de l'Est) 1503–1543 Khan du Mogholistan 1508–1514 | Mansur Khan Khan du Ouïghourstan (Mogholistan de l'Est) 1503–1543 Khan du Mogholistan 1508–1514 |                                                                                 |                                                                                 |                                                                                 |                                                                                 |                                                                  |                                                                  | Kebek Sultan Oghlan Khan du Ouïghourstan (Mogholistan de l'Est) 1469 | Kebek Sultan Oghlan Khan du Ouïghourstan (Mogholistan de l'Est) 1469 | Kebek Sultan Oghlan Khan du Ouïghourstan (Mogholistan de l'Est) 1469 | Kebek Sultan Oghlan Khan du Ouïghourstan (Mogholistan de l'Est) 1469 | Kebek Sultan Oghlan Khan du Ouïghourstan (Mogholistan de l'Est) 1469 | Kebek Sultan Oghlan Khan du Ouïghourstan (Mogholistan de l'Est) 1469 |                                                   |                                                   |                                                   |                                                   |                                                |                                                |                                                |                                                |        |        |                                                   |                                                   |                                                   |                                                   |                                                   |                                                   |  |  |                                                     |                                                     |                                                     |                                                     |                                                     |                                                     |  |  |  |  |  |  |  |  |  |  |  |  |  |  |  |  |  |  |  |  |  |  |  |  |  |  |  |  |  |  |  |  |  |  |  |  |  |  |  |  |  |  |  |  |  |  |  |  |  |  |  |  |  |  |
|                                                  |                                                  |                                                  |                                                  |                                                  |                                                  |                                                   |                                                   |                                                                                    |                                                                                    |                                                                                    |                                                                                    |                                                                                    |                                                                                    |                                                              |                                                              |                                                                                  |                                                                                  |                                                                                  |                                                                                  |                                                                                  |                                                                                  |                                                     |                                                     | Sultan Saïd Khan Khan du Mogholistan de l'Ouest 1514–1533 | Sultan Saïd Khan Khan du Mogholistan de l'Ouest 1514–1533 | Sultan Saïd Khan Khan du Mogholistan de l'Ouest 1514–1533 | Sultan Saïd Khan Khan du Mogholistan de l'Ouest 1514–1533 | Sultan Saïd Khan Khan du Mogholistan de l'Ouest 1514–1533        | Sultan Saïd Khan Khan du Mogholistan de l'Ouest 1514–1533        |                                                                  |                                                                  | Mansur Khan Khan du Ouïghourstan (Mogholistan de l'Est) 1503–1543 Khan du Mogholistan 1508–1514 | Mansur Khan Khan du Ouïghourstan (Mogholistan de l'Est) 1503–1543 Khan du Mogholistan 1508–1514 | Mansur Khan Khan du Ouïghourstan (Mogholistan de l'Est) 1503–1543 Khan du Mogholistan 1508–1514 | Mansur Khan Khan du Ouïghourstan (Mogholistan de l'Est) 1503–1543 Khan du Mogholistan 1508–1514 | Mansur Khan Khan du Ouïghourstan (Mogholistan de l'Est) 1503–1543 Khan du Mogholistan 1508–1514 | Mansur Khan Khan du Ouïghourstan (Mogholistan de l'Est) 1503–1543 Khan du Mogholistan 1508–1514 |                                                                                 |                                                                                 |                                                                                 |                                                                                 |                                                                  |                                                                  | Kebek Sultan Oghlan Khan du Ouïghourstan (Mogholistan de l'Est) 1469 | Kebek Sultan Oghlan Khan du Ouïghourstan (Mogholistan de l'Est) 1469 | Kebek Sultan Oghlan Khan du Ouïghourstan (Mogholistan de l'Est) 1469 | Kebek Sultan Oghlan Khan du Ouïghourstan (Mogholistan de l'Est) 1469 | Kebek Sultan Oghlan Khan du Ouïghourstan (Mogholistan de l'Est) 1469 | Kebek Sultan Oghlan Khan du Ouïghourstan (Mogholistan de l'Est) 1469 |                                                   |                                                   |                                                   |                                                   |                                                |                                                |                                                |                                                |        |        |                                                   |                                                   |                                                   |                                                   |                                                   |                                                   |  |  |                                                     |                                                     |                                                     |                                                     |                                                     |                                                     |  |  |  |  |  |  |  |  |  |  |  |  |  |  |  |  |  |  |  |  |  |  |  |  |  |  |  |  |  |  |  |  |  |  |  |  |  |  |  |  |  |  |  |  |  |  |  |  |  |  |  |  |  |  |
|                                                  |                                                  |                                                  |                                                  |                                                  |                                                  |                                                   |                                                   |                                                                                    |                                                                                    |                                                                                    |                                                                                    |                                                                                    |                                                                                    |                                                              |                                                              |                                                                                  |                                                                                  |                                                                                  |                                                                                  |                                                                                  |                                                                                  |                                                     |                                                     |                                                           |                                                           |                                                           |                                                           |                                                                  |                                                                  |                                                                  |                                                                  |                                                                                                 |                                                                                                 |                                                                                                 |                                                                                                 |                                                                                                 |                                                                                                 |                                                                                 |                                                                                 |                                                                                 |                                                                                 |                                                                  |                                                                  |                                                                      |                                                                      |                                                                      |                                                                      |                                                                      |                                                                      |                                                   |                                                   |                                                   |                                                   |                                                |                                                |                                                |                                                |        |        |                                                   |                                                   |                                                   |                                                   |                                                   |                                                   |  |  |                                                     |                                                     |                                                     |                                                     |                                                     |                                                     |  |  |  |  |  |  |  |  |  |  |  |  |  |  |  |  |  |  |  |  |  |  |  |  |  |  |  |  |  |  |  |  |  |  |  |  |  |  |  |  |  |  |  |  |  |  |  |  |  |  |  |  |  |  |
|                                                  |                                                  |                                                  |                                                  |                                                  |                                                  |                                                   |                                                   |                                                                                    |                                                                                    |                                                                                    |                                                                                    |                                                                                    |                                                                                    |                                                              |                                                              |                                                                                  |                                                                                  |                                                                                  |                                                                                  |                                                                                  |                                                                                  |                                                     |                                                     | Khans de Yarkand                                          | Khans de Yarkand                                          | Khans de Yarkand                                          | Khans de Yarkand                                          | Khans de Yarkand                                                 | Khans de Yarkand                                                 |                                                                  |                                                                  | Shah Khan Khan du Ouïghourstan (Mogholistan de l'Est) 1543–1560                                 | Shah Khan Khan du Ouïghourstan (Mogholistan de l'Est) 1543–1560                                 | Shah Khan Khan du Ouïghourstan (Mogholistan de l'Est) 1543–1560                                 | Shah Khan Khan du Ouïghourstan (Mogholistan de l'Est) 1543–1560                                 | Shah Khan Khan du Ouïghourstan (Mogholistan de l'Est) 1543–1560                                 | Shah Khan Khan du Ouïghourstan (Mogholistan de l'Est) 1543–1560                                 |                                                                                 |                                                                                 | Mohammed Khan Khan du Ouïghourstan (Mogholistan de l'Est) ?–1570                | Mohammed Khan Khan du Ouïghourstan (Mogholistan de l'Est) ?–1570                | Mohammed Khan Khan du Ouïghourstan (Mogholistan de l'Est) ?–1570 | Mohammed Khan Khan du Ouïghourstan (Mogholistan de l'Est) ?–1570 | Mohammed Khan Khan du Ouïghourstan (Mogholistan de l'Est) ?–1570     | Mohammed Khan Khan du Ouïghourstan (Mogholistan de l'Est) ?–1570     |                                                                      |                                                                      |                                                                      |                                                                      |                                                   |                                                   |                                                   |                                                   |                                                |                                                |                                                |                                                |        |        |                                                   |                                                   |                                                   |                                                   |                                                   |                                                   |  |  |                                                     |                                                     |                                                     |                                                     |                                                     |                                                     |  |  |  |  |  |  |  |  |  |  |  |  |  |  |  |  |  |  |  |  |  |  |  |  |  |  |  |  |  |  |  |  |  |  |  |  |  |  |  |  |  |  |  |  |  |  |  |  |  |  |  |  |  |  |